# Ravensburg

Stadtflagge

Ravensburg ([ˈʁaːvn̩sbʊʁk] oder [ˈʁaːfn̩sbʊʁk], oberschwäbisch Raveschburg) ist eine Mittelstadt sowie Kreisstadt und größte Stadt des gleichnamigen Landkreises im südlichen Oberschwaben. Die ehemalige Reichsstadt liegt im Schussental unweit des Bodensees und wurde aufgrund ihrer zahlreichen, gut erhaltenen mittelalterlichen Türme früher auch als „das schwäbische Nürnberg“ bezeichnet. Seit 1. April 1956 ist Ravensburg Große Kreisstadt. Bekanntheit erlangte die Stadt durch die hier beheimatete Unternehmensgruppe Ravensburger.

## Geographie

### Geographische Lage

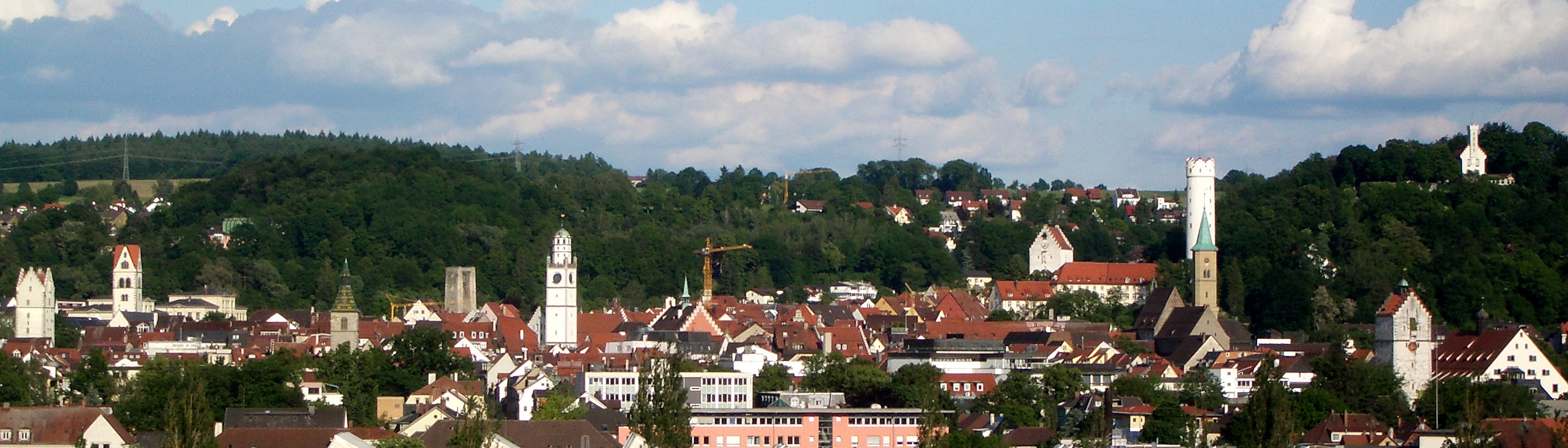
Ansicht von Westen am Tag …

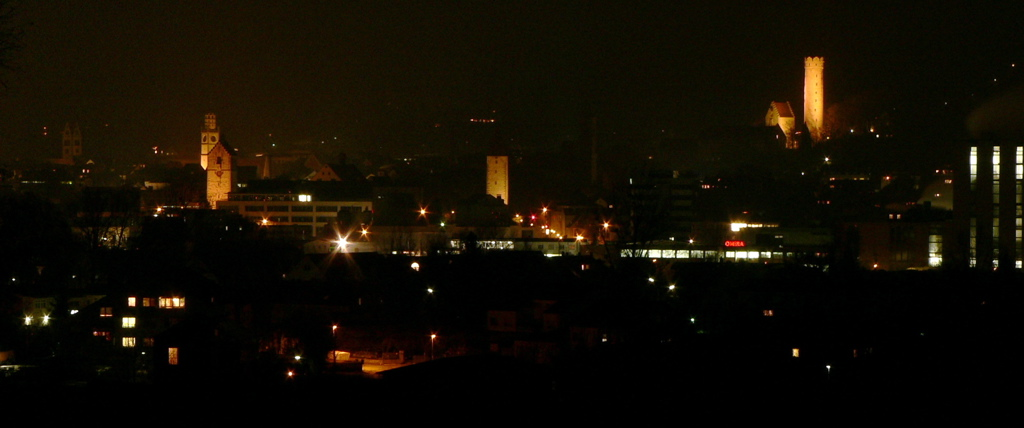
… und in der Nacht

Ravensburg liegt etwa 17 km (Luftlinie) nordnordöstlich des am Bodensee gelegenen Friedrichshafen zwischen dem Linzgau im Westen und dem Altdorfer Wald im Nordosten. Durchflossen wird die Stadt von der Schussen (Bodensee- bzw. Rhein-Zufluss).
Die Veitsburg steht oberhalb der Altstadt auf einem Höhenrücken, der das Schussental-Becken nach Osten begrenzt. Dieses Becken – das nicht durch die vergleichsweise kleine Schussen, sondern durch eine eiszeitliche Gletscherzunge geformt wurde, die sich von den Alpen über die Senke des späteren Bodensees nach Norden vorschob – verengt sich bei Ravensburg, um sich nördlich von Weingarten wieder etwas zu weiten, bis es in den engen Schussentobel übergeht. Nordöstlich des Burgbergs durchbricht die tief eingeschnittene Schlucht des Flappachtals den Höhenrücken. Das Flappachtal bietet eine eher sanfte Aufstiegsmöglichkeit in Richtung Allgäu. Daher begann dort schon früh eine für den Fernhandel wichtige Route über Wangen in Richtung Südosten.
Die Stadt Ravensburg entstand auf halber Höhe unterhalb der Veitsburg auf dem Abhang zur Schussen hin; der Flappach wurde als Stadtbach teilweise durch die Stadt, teilweise durch den nördlichen Stadtgraben geleitet. Außerhalb der Stadtmauern befand sich im Flappachtal die Mühlenvorstadt und unterhalb der Stadt am Auslauf des Flappachs zur Schussen das Gerber- und Färberviertel Pfannenstiel.
Auf dem der Stadt gegenüberliegenden Westhang des Schussentals befand sich im Mittelalter die Galgenhalde genannte Richtstätte sowie nördlich davon das Sennerbad. Oberhalb davon entstand Mitte des 20. Jahrhunderts das Neubaugebiet „Weststadt“.
Gleichzeitig wuchs die Stadt nach Norden und Süden hin, so dass sich auf der Ostseite des Schussentals heute ein durchgehendes Siedlungsband von Baindt im Norden über Baienfurt, Weingarten und Ravensburg bis Eschach im Süden gebildet hat.

### Nachbargemeinden
Folgende Städte und Gemeinden grenzen an die Stadt Ravensburg. Sie werden im Uhrzeigersinn von West über Nord nach Süd aufgezählt:
Horgenzell, Berg, Weingarten, Schlier, Grünkraut und Bodnegg (alle Landkreis Ravensburg) sowie Tettnang, Meckenbeuren, Friedrichshafen und Oberteuringen (alle Bodenseekreis).

### Stadtgliederung
Das Stadtgebiet besteht aus der Kernstadt (mit der historischen Altstadt und Stadterweiterungen im Norden, Süden und Osten sowie dem Neubaugebiet Weststadt) und den im Rahmen der Gemeindereform der 1970er Jahre eingegliederten ehemaligen Gemeinden Adelsreute im Südwesten, Eschach im Süden, Schmalegg im Westen und Taldorf im Südwesten der Kernstadt.
Die eingegliederten Gemeinden sind (mit Ausnahme von Adelsreute, das zu Taldorf gehört) heute zugleich Ortschaften im Sinne der baden-württembergischen Gemeindeordnung, das heißt, sie haben jeweils einen von den Wahlberechtigten bei jeder Kommunalwahl neu zu wählenden Ortschaftsrat mit einem Ortsvorsteher als Vorsitzenden. In jeder der Ortschaften gibt es eine Ortsverwaltung, quasi ein „Rathaus vor Ort“, dessen Leiter der Ortsvorsteher ist.
Zu fast allen Stadtteilen und zur Kernstadt gehören noch viele räumlich getrennte Wohnplätze mit eigenen Namen, die oft nur wenige Einwohner haben, oder Wohngebiete mit eigenen Namen, deren Bezeichnung sich im Laufe der Bebauung ergeben haben und deren Grenzen dann meist nicht genau festgelegt sind. Im Einzelnen sind zu nennen:
- in der Kernstadt: Albertshofen, Allewinden, Bibenloch, Brielhäusle, Büchel, Burach, Deisenfang, Ergathof, Felz, Friedberg, Galgenhalde, Heimbrand, Semper, Hinzistobel, Hochberg, Hochweiher, Höll, Hub, Ittenbeuren, Karmeliterhof, Knollengraben, Krebsergut, Krebserösch, Langgut, Locherhof, Lumper, Mittelösch, Molldiete, Neubau, Pelzmühle, Sankt Christina, Schmalzgrub, Strauben, Ummenwinkel, Veitsburg, Vogelhäusle
- zu Eschach: Aich, Bauren, Benzenhof, Blaser, Bottenreute, Brugger, Fidazhofen, Fildenmoos, Furt, Gornhofen, Gutenfurt, Höllholz, Hüttenberg, Karrer, Kemmerlang, Kögel, Lachen, Mariatal, Neuberg, Obereschach, Oberhofen, Obersulgen, Obertennenmoos, Rahlen, Rasthalde, Schwärzach, Sickenried, Strietach, Tennenmoos, Teuringer, Torkenweiler, Untereschach, Vordersolbach, Waidenhofen, Weiherstobel, Weingartshof, Weißenau
- zu Schmalegg: Aich, Aulwangen, Bäche, Bernhofen, Briel, Brielhäusle, Bronnetsholz, Burgmühle, Buttenmühle, Eschau, Funkenhausen, Ganter, Geratsberg, Greckenhof, Gringen, Hagenbach, Hasenwinkel, Hinterweißenried, Hochstätt, Hübscher, Jägerhaus, Krähenhof, Kübler, Luß, Mocken, Mühlsteig, Nessenbach, Nestbühl, Neuaulwangen, Neuhagenbach, Oberhagenbach, Obermeckenhof, Okatreute, Schlegel, Schmucker, Schwarzensteg, Trutzenweiler, Untermeckenhof, Unterwaldhausen, Unterwolfsberg, Vorderweißenried, Wippenreute, Wolfsberg, Zinsländer
- zu Taldorf: Adelsreute, Albersfeld, Alberskirch, Bandeleshaus, Bavendorf, Bergle, Bonhausen, Dürnast, Eggartskirch, Erbenweiler, Ettmannsschmid, Georgshof, Herrgottsfeld, Höll, Hotterloch, Hütten, Metzisweiler, Oberklöcken, Oberweiler, Oberzell, Rappenhaushof, Renauer, Reute bei Oberzell, Reute bei Taldorf, Riesenhof, Schaufel, Schuhmacher, Sederlitz, Segner, Unterklöcken, Vogler, Waidhalden, Weiherhofbauer, Wernsreute.

### Raumplanung

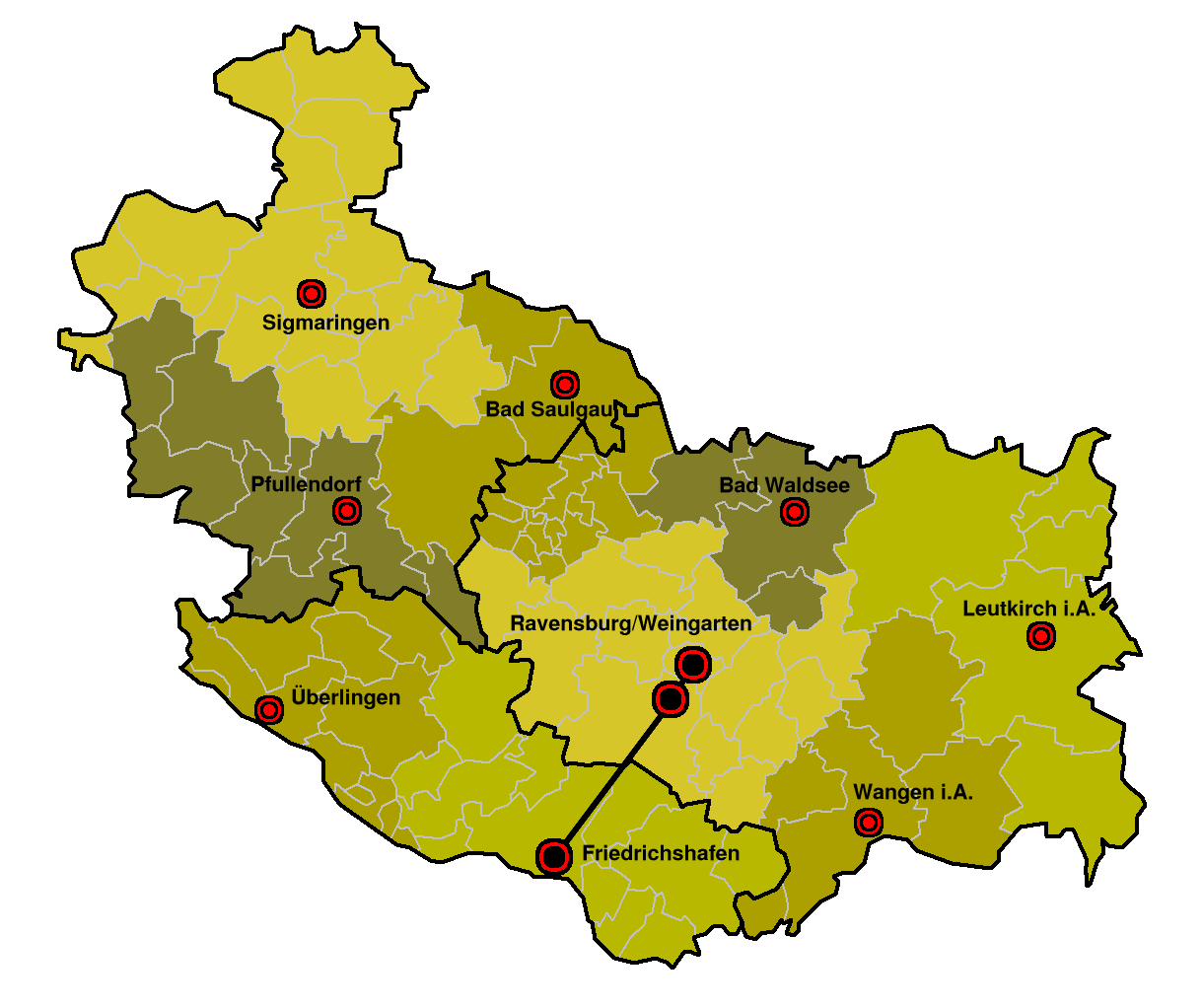
Karte der Mittelbereiche in der Region Bodensee-Oberschwaben

Ravensburg bildet zusammen mit Weingarten und Friedrichshafen das Oberzentrum des Regionalverbands Bodensee-Oberschwaben. Ravensburg und Weingarten übernehmen für ihren Einzugsbereich auch die Funktion des Mittelzentrums. Der Mittelbereich umfasst die südwestlichen Gemeinden des Landkreises Ravensburg mit 129.507 Einwohnern (Stand: 31. Dezember 2011), neben Ravensburg und Weingarten die folgenden Gemeinden:
| - Baienfurt - Baindt - Berg - Bodnegg - Bad Waldsee | - Fronreute - Grünkraut - Horgenzell - Schlier | - Vogt - Waldburg - Wilhelmsdorf - Wolfegg - Wolpertswende |

### Klima
Durch die Lage in einem sich zum Bodensee hin weitenden Talbecken wird das lokale Klima sehr durch den Bodensee bestimmt. Der rund 500 km² große See hat in den meisten Jahren eine stark ausgleichende Wirkung auf das regionale Mesoklima, da er als jahreszeitlicher Temperaturspeicher wirkt. Daher fallen Winterfröste hier deutlich schwächer aus als im Umland; andererseits hält der Winter auch länger an, wenn der See in besonders kalten Wintern (wie zuletzt 1963) zufriert. Eine Nebenwirkung der Wärmetemperierung sind die häufig auftretenden Bodenseenebel in der kalten Jahreszeit, wenn die vom See heraufziehenden wärmeren und daher feuchteren Luftschichten auf die kältere Umgebungsluft treffen.
Wie das gesamte Voralpenland kennt auch Ravensburg das Phänomen des Föhnwindes, der warme Luft aus dem Mittelmeergebiet über die Alpen bringt, die dann als Fallwind ins Rheintal abfällt und über den Bodensee auch Ravensburg erreicht. Mitunter erreicht der Föhn orkanartige Geschwindigkeit.
Die besonderen klimatischen Bedingungen haben jahrhundertelang den Weinbau trotz der Höhenlage (zwischen 450 und 500 m ü. NN) begünstigt; vorübergehende Klimaverschlechterungen Ende des 18. und in der ersten Hälfte des 19. Jahrhunderts (u. a. Jahr ohne Sommer 1816 durch den Ausbruch des Tambora) läuteten aber den Niedergang ein. Der letzte privat bewirtschaftete Weinberg wurde um 1960 aufgegeben; seit Ende der 1970er Jahre betreibt die Stadt wieder einen Weinberg am Rauenegg-Hang.

### Schutzgebiete
In Ravensburg gibt es mit dem Mariataler Wäldle, dem Gornhofer Egelsee, dem Knellesberger Moos und dem Kemmerlanger Moos sowie dem Natur- und Landschaftsschutzgebiet Schmalegger und Rinkenburger Tobel insgesamt fünf Naturschutzgebiete.
Daneben hat die Stadt Anteil an vier weiteren Landschaftsschutzgebieten: dem Hotterloch, dem Unterlauf der Schwarzach (Grenzbach), dem Laurental und Rößlerweiher und dem Flattbach.
Zudem liegen in Ravensburg mehrere Teilgebiete des FFH-Gebiets Schussenbecken mit Tobelwäldern südlich Blitzenreute sowie ein sehr kleiner Anteil des FFH-Gebiets Altdorfer Wald.

## Geschichte

### Namensherkunft
Die etymologische Herkunft des Ortsnamens ist nicht gesichert, nicht angezweifelt wird jedoch, dass die Stadt ihren Namen von der heute Veitsburg genannten Burg oberhalb der Stadt erhielt. Eine verbreitete Theorie zur Herkunft des Burgnamens besagt, dass sich der erste Namensteil von Rabe oder einem Raban, der die Burg ursprünglich gegründet habe, ableitet. Andererseits kann die frühere, an das Lateinische angelehnte, Schreibweise Ravenspvrg als Rauenburg interpretiert werden, wodurch auch eine Zurückführung auf einen rauen Hang nahe der Burg möglich ist.
Der Ortsname veränderte sich im Lauf der Geschichte von Ravenspurch im Jahr 1088 über Ravensberc (1231) und Ravensburg (1323) zur heutigen Form.

### Gründung
Erste Ansiedlungen gab es schon in der Jungsteinzeit um ca. 2000 v. Chr., dann unter römischer Herrschaft und nach dem Einfall der Alamannen, wie archäologische Funde im Schussental und auf dem Veitsburghügel belegt haben. Urkundlich wurde Ravensburg erstmals 1088 erwähnt und war bis 1803 Reichsstadt. Der Kern der heutigen Stadt entstand nach aktuellem Wissensstand als Burgsassen-Siedlung unterhalb der mächtigen Stammburg der Welfen auf dem Höhenrücken zwischen Flappach- und Schussental.
Die erste Burg der Welfen stand in Altdorf-Weingarten, bevor sie um 1050 eine neue, größere Burg, die „Ravensburg“, errichteten (heute Veitsburg nach der Sankt Veit geweihten Burgkapelle). Grabungsbefunde legen nahe, dass der Standort der Burg schon in der Keltenzeit als Fluchtburg planiert und vom Rest des Höhenrückens durch einen Graben abgetrennt worden war, jedoch in römischer Zeit und danach brachlag. Die welfische, später staufische Residenz nahm den hinteren, nordwestlichen Teil des laut archäologischen Befunden ringsum befestigten Plateaus ein, während der vordere wahrscheinlich unter anderem als Turnier- und Festplatz diente, etwa während der Hochzeitsfeierlichkeiten für Friedrich den Schönen und seine Gemahlin Elisabeth von Aragón 1315.
Der letzte Welfe auf der Ravensburg war Welf VI., Herzog von Spoleto. Nach dem Tod seines Sohnes vermachte er den Schussengau mit Ravensburg und Altdorf per Erbvertrag seinem Neffen, dem Staufer Friedrich I. Barbarossa, und enttäuschte damit seinen anderen Neffen, Heinrich den Löwen, Herzog von Bayern und Sachsen (der 1129/1130 oder 1133/1135 eventuell auf der Ravensburg geboren sein soll). Fortan gehörte Ravensburg zum Hausbesitz der Staufer. Angeblich brach Konradin, der letzte Staufer, von hier zu seinem verhängnisvollen Italienzug auf.

### Reichsstadt

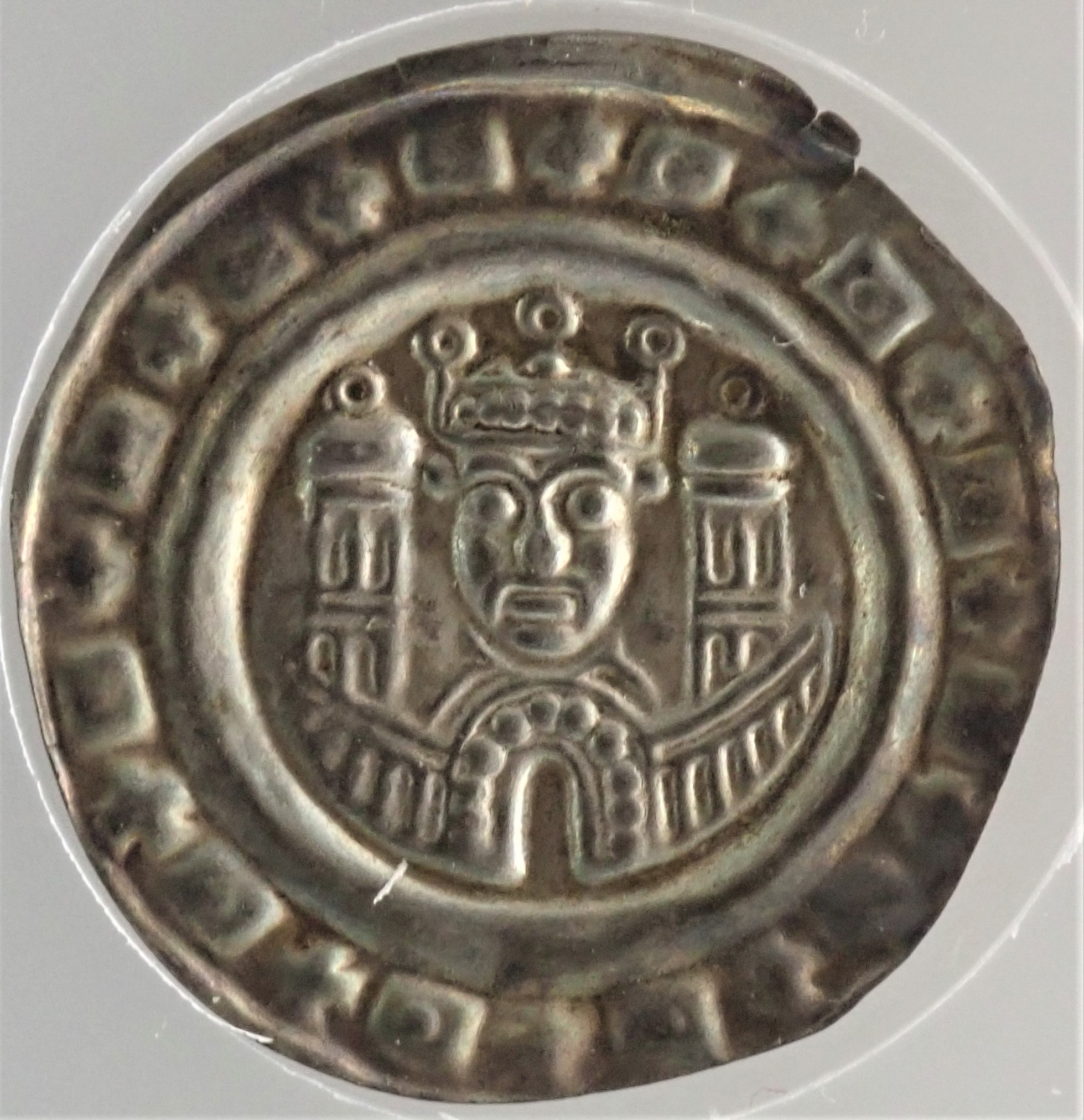
Ravensburger Silberpfennig, 13. Jahrhundert

Mit dem Untergang der Staufer endete auch das Herzogtum Schwaben als politische Körperschaft. Wie viele andere Städte Schwabens regierte sich Ravensburg fortan selbst, die Burg wurde Reichsbesitz. 1276 bestätigte der Habsburger König Rudolf I. die reichsstädtischen Privilegien Ravensburgs. Auf der Burg saß fürderhin der kaiserliche Landvogt der Reichslandvogtei Schwaben. Das Marktrecht war dabei eine wesentliche Stütze der Entwicklung.
Zur Überwachung der Vorgänge in der Reichsburg errichtete die Reichsstadt an der höchsten Stelle des Stadtgebiets den über 50 Meter hohen Sankt-Michaels-Turm, benannt nach der damals noch dort stehenden Michaelskapelle, der ältesten Kirche der Stadt. Im Volksmund hieß dieser Turm bald Mehlsack, als Verballhornung des offiziellen Namens wie auch unter Bezugnahme auf die mehlweiße Farbe des Turms. Dass der Turm zeitweise auch als Mehlspeicher genutzt wurde, gehört vermutlich ins Reich der Legenden. Heute ist „Mehlsack“ der offizielle Name dieses einzigen Rundturms der Stadtbefestigung.
Mit strategischer Weitsicht wurde verhindert, dass in unmittelbarer Nähe Konkurrenz aufkäme: So wurde gemeinsam mit dem Kloster Weingarten erfolgreich und zu beiderseitigem Nutzen interveniert, um den Aufstieg der Nachbargemeinde Altdorf zur Reichsstadt zu unterbinden.

### Große Ravensburger Handelsgesellschaft und Stadterweiterungen

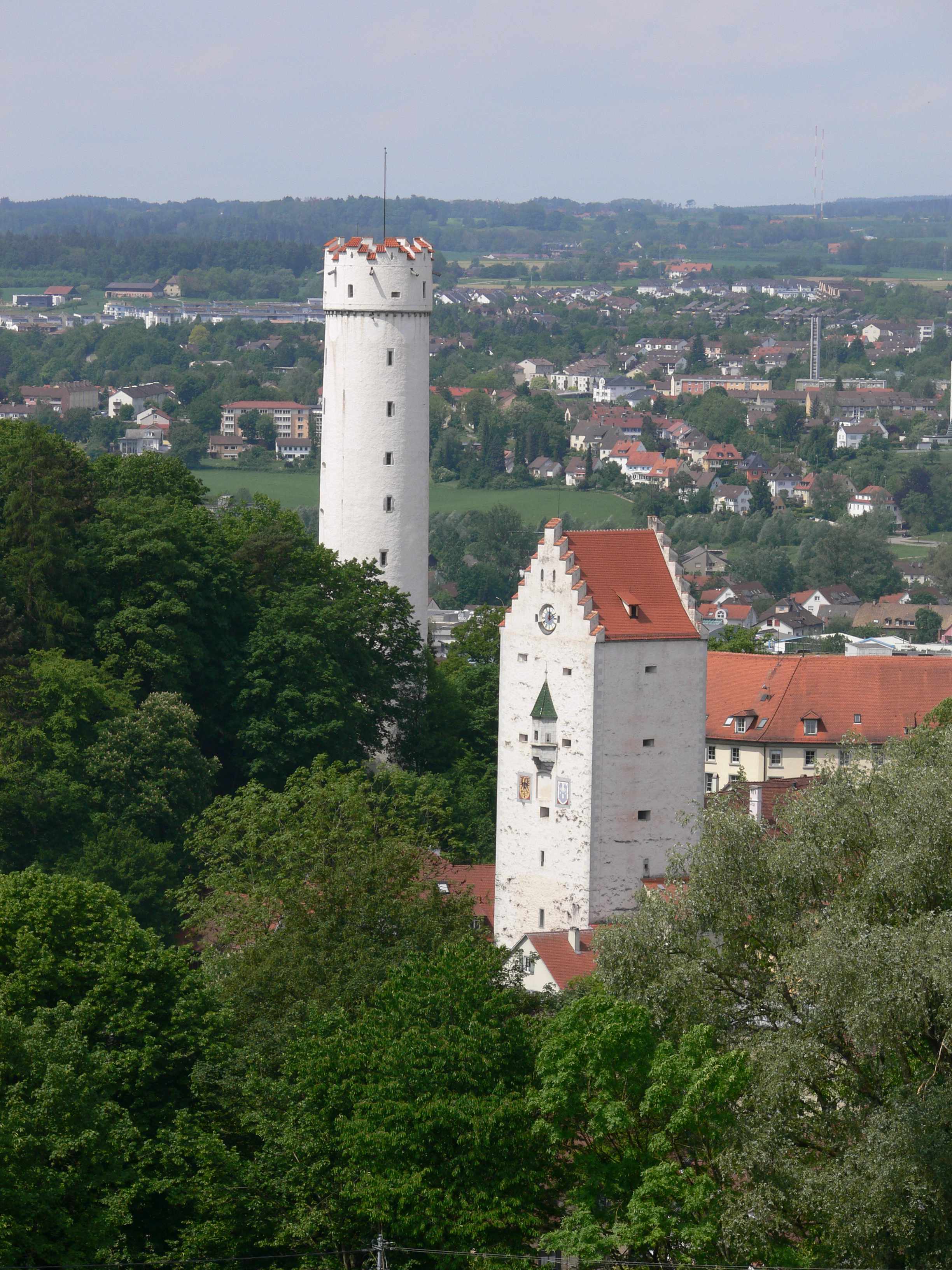
Blick auf das Obertor und den Mehlsack von Osten

Im Spätmittelalter war Ravensburg Sitz der Großen Ravensburger Handelsgesellschaft, der damals führenden deutschen Handelsgesellschaft, die in ganz Europa Niederlassungen hatte (noch vor den Fuggern).
Die rasante wirtschaftliche Entwicklung hatte vor allem im 14. Jahrhundert mehrfach zu Erweiterungen des Stadtgebiets geführt. Am markantesten ist dabei die Einbeziehung der sogenannten Unterstadt in die Stadtbefestigung und der Abriss der alten Stadtmauer zwischen den beiden Stadtteilen (1330–1370). Dabei entstand auf der Fläche des alten, zugeschütteten Stadtgrabens der heute noch das Stadtbild prägende Platz, heute Marienplatz genannt, zwischen Frauentor im Norden und dem im 19. Jahrhundert abgerissenen Kästlinstor im Süden.
Um 1530 ging die Große Ravensburger Handelsgesellschaft unter. Die führenden Familien hatten sich zu diesem Zeitpunkt schon Landsitze und Rittergüter zugelegt. Es gab Zwist zwischen verschiedenen Familienzweigen, insbesondere Augsburger Händler drängten in die von den Ravensburgern bedienten Routen – und die Erschließung Amerikas durch Kolumbus hatte zu tiefgreifenden Veränderungen im europäischen Fernhandel geführt. Schließlich fanden sich nicht mehr genug Gesellschafter zur turnusmäßigen Verlängerung der Verträge bereit.
Ende des 14. Jahrhunderts entstand in Ravensburg eine bedeutende Papierproduktion, die ihre Blütezeit im 16. Jahrhundert hatte. Im Mittelalter galt Ravensburg als größter Papierlieferant nördlich der Alpen und war neben Nürnberg die zweite Stadt, die in Deutschland überhaupt Papier herstellte. Bis ins 19. Jahrhundert verlieh dies der Stadt eine markante wirtschaftliche Prägung. Bereits 1393 ist die erste Ravensburger Papierproduktion über Wasserzeichen nachweisbar. Zur Blütezeit der Produktion wurden jährlich etwa 9000 Ries Papier hergestellt.
Der Niedergang begann mit dem Ende der Reichsstadtzeit und der Zugehörigkeit zu Württemberg, als alte Absatzmärkte wegen der neuen Grenzen wegfielen. 1833 schloss die erste von sechs Papiermühlen, 1876 die letzte.

### Reformation und Parität

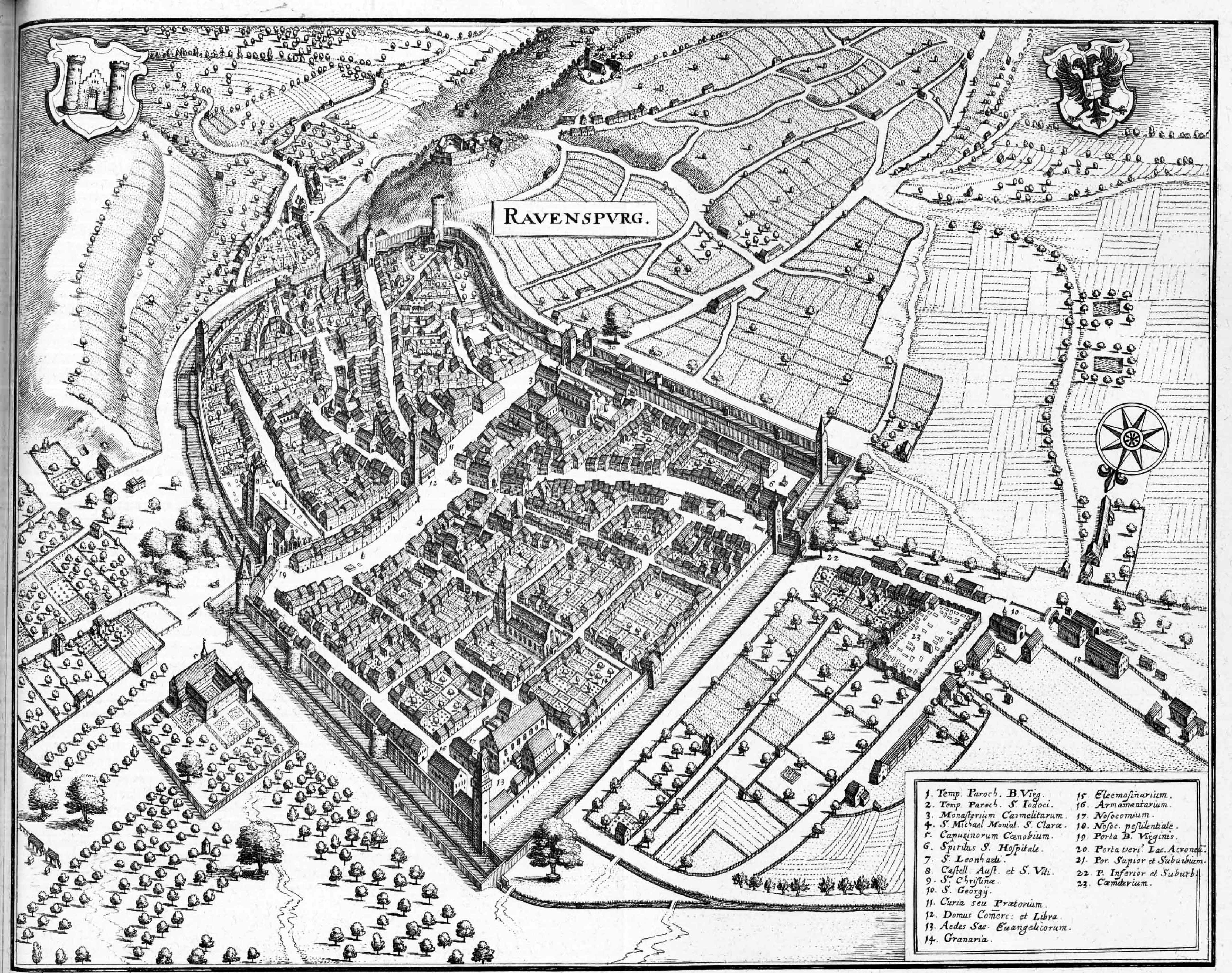
Ravensburg von Nordwesten vor 1647, Veitsburg noch intakt, Kupferstich von Matthäus Merian

1544 wurde auf Betreiben der Zünfte die Reformation eingeführt. Dabei gab es zunächst große Differenzen zwischen den Anhängern Luthers und Zwinglis, doch konnten sich die Lutheraner schließlich durchsetzen. Ferner gab es auch Anhänger von Kaspar Schwenckfeld. Nach dem Schmalkaldischen Krieg ab 1547 regte sich jedoch eine Gegenbewegung und es setzte eine Rekatholisierung großer Teile der Bevölkerung ein. Zahlenmäßig hatten daraufhin wohl wieder die Katholiken die Mehrheit.
Das Zusammenleben beider Konfessionen wurde als Parität bezeichnet, die aber erst nach dem Dreißigjährigen Krieg 1649 formell festgelegt wurde. Die protestantische Gemeinde erhielt als Gotteshaus das Langhaus der Karmelitenkirche, die fortan als Stadtkirche bezeichnet wurde. Das paritätische Regierungssystem beinhaltete die Gleichberechtigung und exakte Ämterverteilung zu gleichen Teilen zwischen Katholiken und Protestanten; es wurde durch den Westfälischen Frieden 1648 für die vier sogenannten Paritätischen Reichsstädte Ravensburg, Augsburg, Biberach und Dinkelsbühl bestätigt. Es bestand bis ins 19. Jahrhundert.
Die ohnehin schon – unter anderem durch die Verlagerung von Handelsrouten nach Augsburg – wirtschaftlich geschwächte Stadt musste (bedingt durch Hunger und Seuchen) im Dreißigjährigen Krieg einen starken Bevölkerungsrückgang hinnehmen. Davon erholte sie sich in den folgenden Jahrhunderten nur schwer. So kam es bis in die Neuzeit zu keinen weiteren Stadterweiterungen, das Stadtbild blieb bis ins 19. Jahrhundert weitgehend unverändert.
Gegen Ende des Dreißigjährigen Krieges wurde auch die Burg über der Stadt – nun auch schon zur Unterscheidung von der Stadt Ravensburg Veitsburg genannt – von schwedischen Truppen geschleift. Nur einige Wirtschaftsgebäude blieben stehen. Der Landvogt der Reichslandvogtei Schwaben residierte daher ab 1647 in Altdorf-Weingarten.

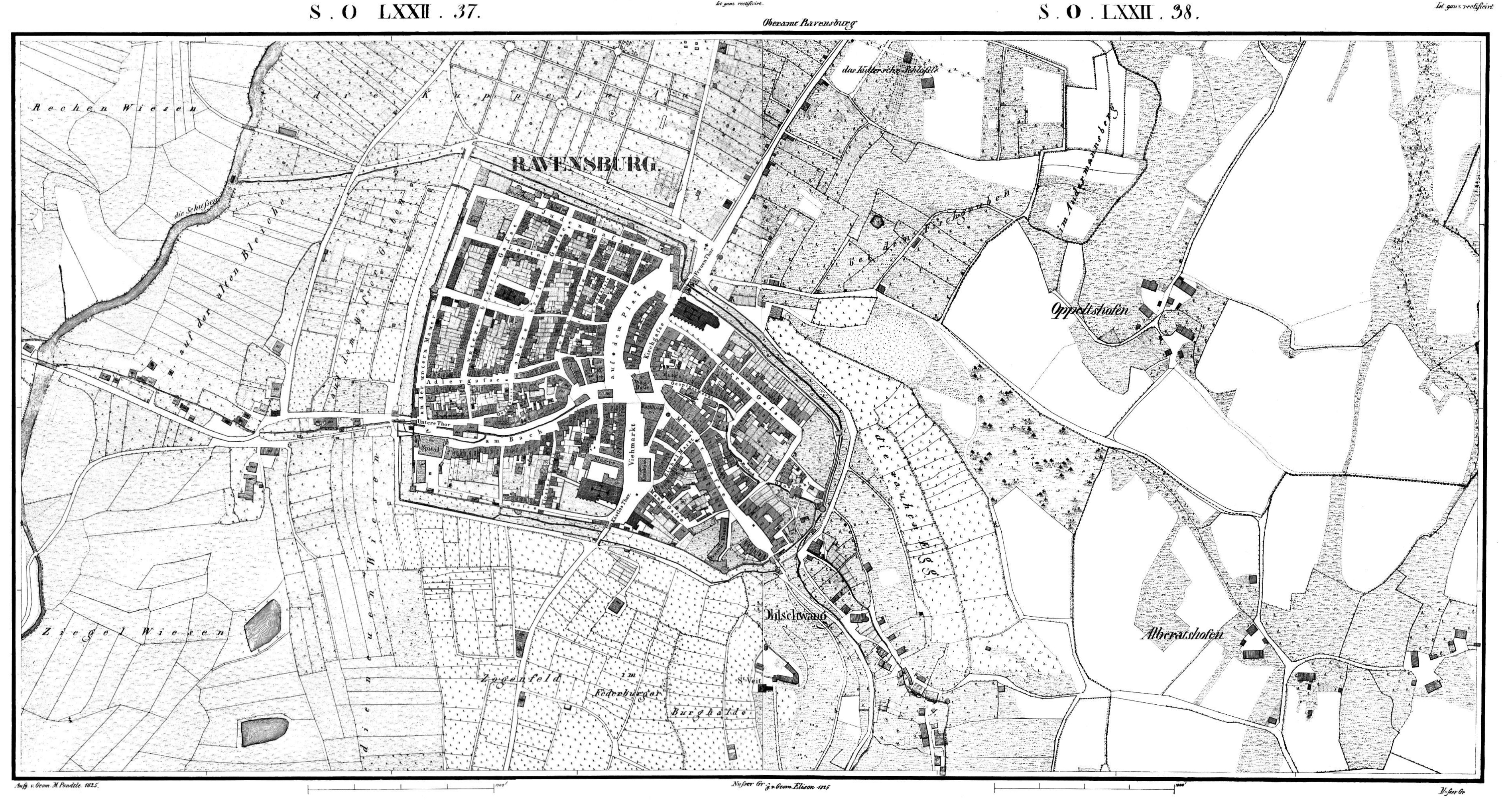
Historischer Katasterplan von Ravensburg, 1826

### Ende der reichsstädtischen Selbständigkeit
1803 wurde durch den Reichsdeputationshauptschluss die Reichsunmittelbarkeit der meisten Reichsstädte aufgehoben (Mediatisierung) und kirchlicher, bisher ebenfalls reichsunmittelbarer Grundbesitz, verstaatlicht (Säkularisation). Beide Maßnahmen dienten unter anderem der territorialen Entschädigung von Reichsfürsten, die durch die napoleonischen Eroberungen linksrheinische Gebiete verloren hatten.
Die Stadt wurde zunächst dem Kurfürstentum Bayern (siehe Landgericht Ravensburg (bayerische Verwaltungseinheit)) zugeschlagen. Da die umliegenden habsburgischen Lande an Württemberg fielen, die Reichsklöster Weingarten und Weißenau wiederum anderen Reichsfürsten zugeordnet wurden, entstand eine Enklavensituation, die wirtschaftlich sehr abträglich war. Ravensburg kam 1810 auf Grund des Grenzvertrags mit Bayern – bestätigt durch den Wiener Kongress 1815 – zum Königreich Württemberg, das zuvor auch schon die ausgedehnten Territorien von Weingarten (einschließlich des heutigen Schlosses in Friedrichshafen) erworben hatte. Die Stadt wurde Sitz des Oberamts Ravensburg.

### 19. Jahrhundert
Ravensburg war seit Anfang des 19. Jahrhunderts bis ca. 1955 Treffpunkt zur Vermittlung von Hütekindern (auch Schwabenkinder genannt) aus armen bäuerlichen Verhältnissen in Tirol und der Schweiz auf dem „Hütekindermarkt“. Eine Gedenktafel am Blaserturm am Marienplatz erinnert daran, ebenso eine Dauerausstellung im Museum Humpis-Quartier.

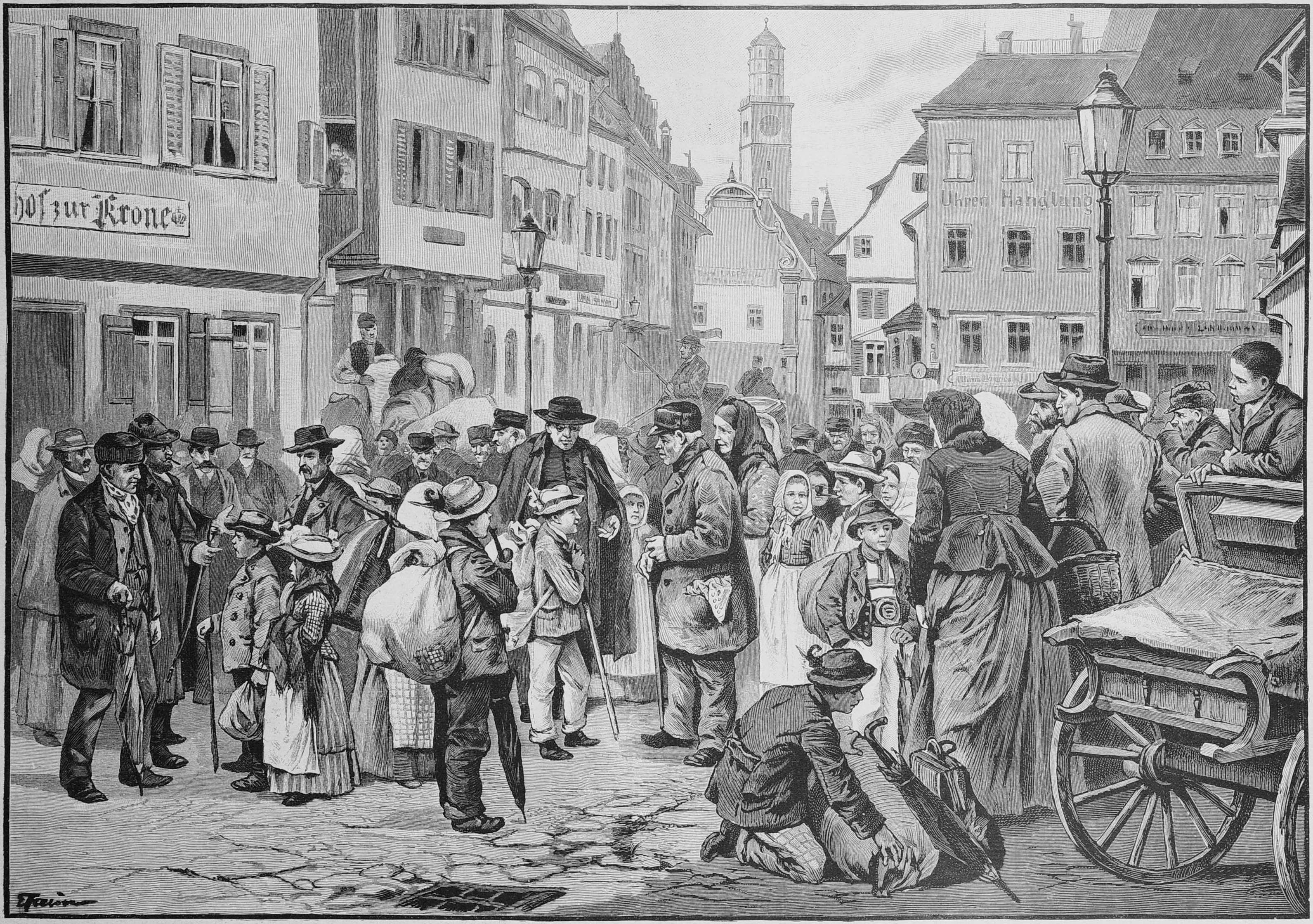
Tiroler Schwabenkinder in Ravensburg 1895

Mit der Zugehörigkeit zum Königreich Württemberg begann eine allmähliche wirtschaftliche Erholung. Die industrielle Entwicklung stützte sich vor allem auf die lange Tradition in der Nutzung der Wasserkraft. Bereits 1402 war in Ravensburg eine der ersten Papiermühlen nördlich der Alpen entstanden; auch für andere industrielle Zwecke wurden seit langem Wassermühlen eingesetzt.
Darauf aufbauend entwickelte sich nun schnell eine vielfältige Maschinenbau-Branche; ein weiteres Standbein war die Textilherstellung. Mit dem Bau der Bahnstrecke Ulm–Friedrichshafen trug ab 1847 der Anschluss an das Streckennetz der Württembergischen Eisenbahn erheblich zum Aufschwung bei.
Um die Mitte des 19. Jahrhunderts war Ravensburg die größte und industriell am weitesten entwickelte Stadt Oberschwabens und auch politisch ein Zentrum der Region.

### 20. Jahrhundert

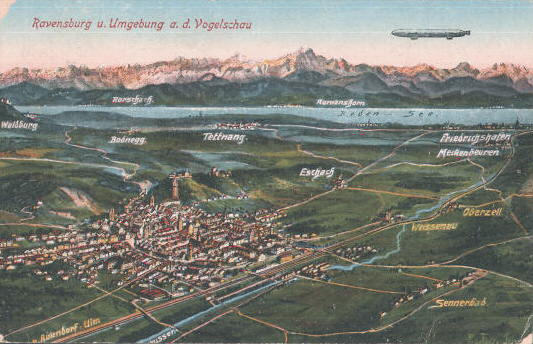
Ravensburg aus der Vogelschau auf einer Postkarte von Eugen Felle, gelaufen 1921

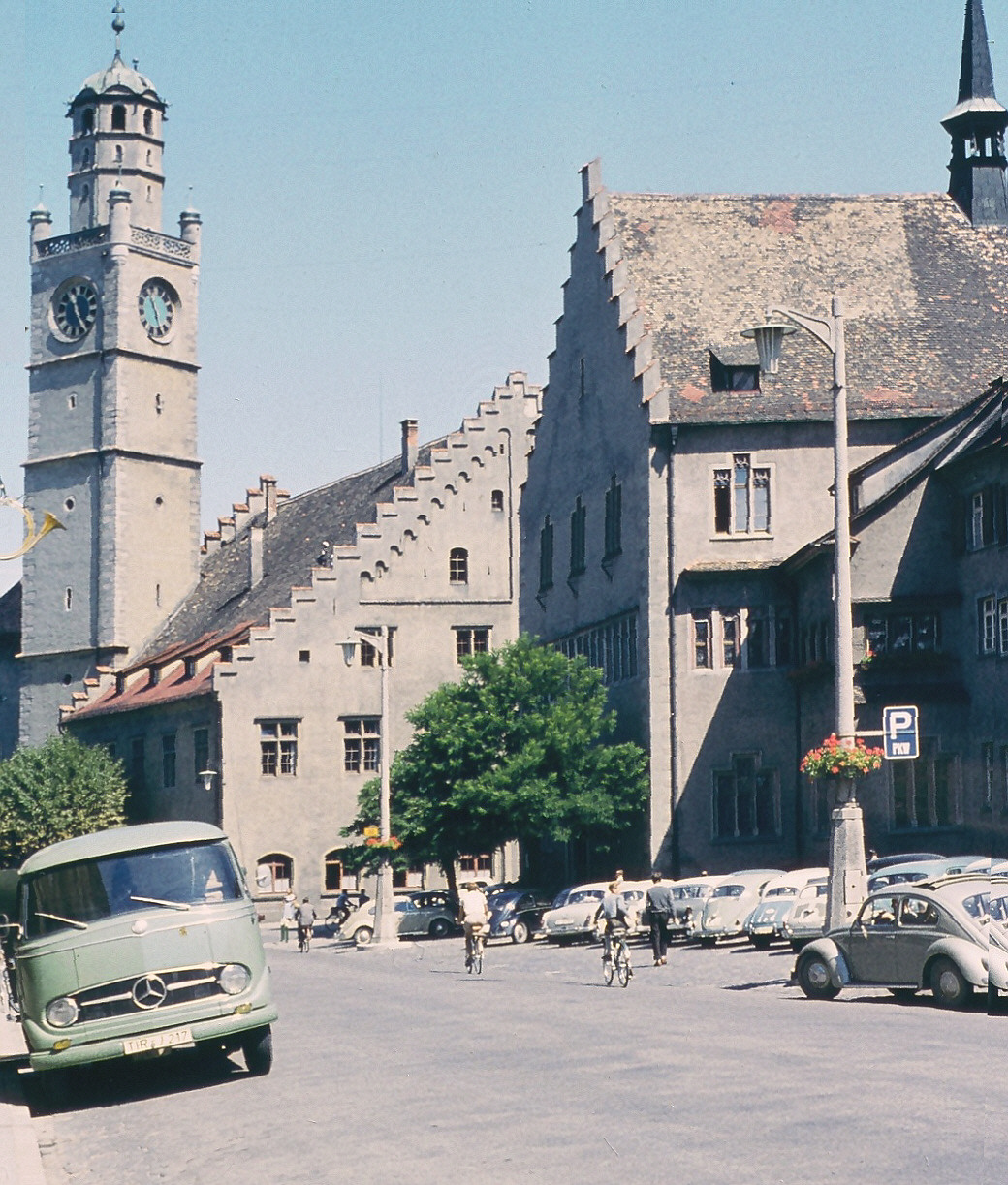
Ravensburger Marienplatz 1960

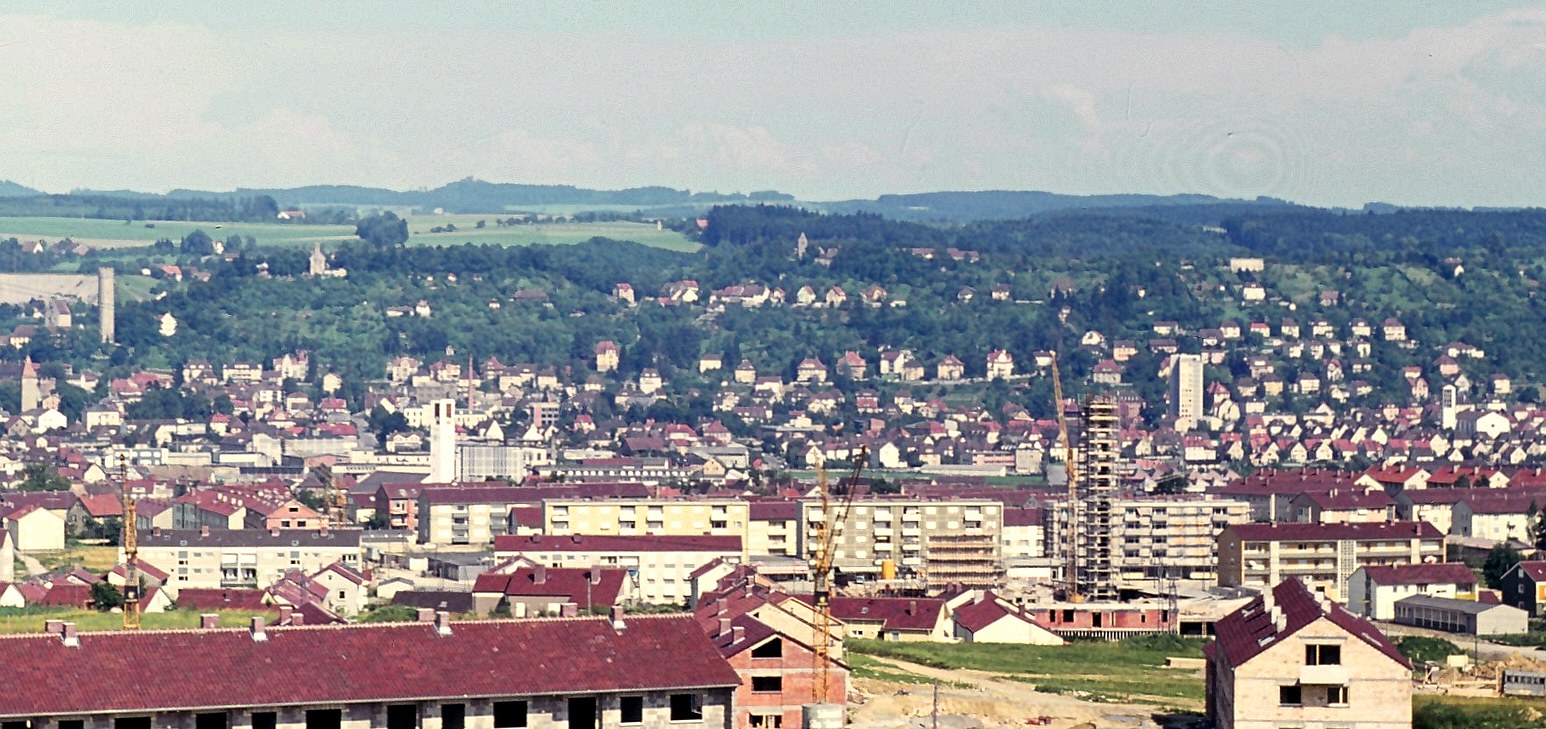
Bau des Wohngebiets Mittelösch in der Weststadt, 1960er Jahre

Die Stadt Ravensburg wurde 1939 mit der benachbarten Stadt Weingarten zusammengeschlossen (bis 1946). (siehe Abschnitt Eingemeindungen weiter unten)
Bei der Verwaltungsreform während der NS-Zeit in Württemberg wurde Ravensburg 1938 Sitz des vergrößerten Landkreises gleichen Namens.

#### Euthanasie-Morde
In der Zeit des Nationalsozialismus wurden 691 Patienten der psychiatrischen Heilanstalt Weißenau als Opfer der „Aktion T4“ in der Tötungsanstalt Grafeneck ermordet.

#### NS-Völkermord an Sinti und Roma
Die in der Stadt ansässigen Sinti internierte die Stadt Ravensburg im kommunalen Zigeunerzwangslager Ummenwinkel. 34 Ravensburger Sinti deportierten Kripo und lokale Polizisten im März 1943 von Ravensburg über Stuttgart in das Vernichtungslager Auschwitz-Birkenau. Die meisten von ihnen wurden dort oder in nachfolgenden Konzentrationslagern oder Todesmärschen im Rahmen des NS-Völkermords an Sinti und Roma ermordet. Zudem wurden noch weitere Ravensburger Sinti im NS-Völkermord umgebracht: Manche flüchteten nach Österreich und wurden von dort deportiert; der in Ravensburg geborene Anton Köhler wurde von der Kripo mit anderen Sintikindern von der St.-Josephspflege in Mulfingen nach Auschwitz-Birkenau deportiert.

#### Vertreibung der jüdischen Bevölkerung und Schoa
Die damals in Ravensburg ansässigen Juden wurden wie Suse (Schoschana) und Peter (Pinchas) Erlanger und deren Eltern Ludwig Erlanger und Fanni, geborene Herrmann, zur Flucht gezwungen; einige wie ihr Großvater Josef Herrmann in der Schoa ermordet.

#### Luftangriffe
Im Zweiten Weltkrieg war Ravensburg kaum von Luftangriffen der Alliierten betroffen, die historische Bausubstanz blieb daher vollständig erhalten.

#### Ab 1945
1945 geriet die Stadt in die Französische Besatzungszone und kam somit 1947 zum neu gegründeten Land Württemberg-Hohenzollern, welches 1952 im Land Baden-Württemberg aufging.

##### Städtebauliche Entwicklung
Insbesondere ab den 1950er Jahren wurde die Stadt in alle Richtungen durch Wohngebiete erweitert; deren größtes ist die Weststadt, inzwischen der einwohnerreichste Stadtteil. Nachdem die Einwohnerzahl bereits in den 1930er Jahren die Grenze von 20.000 überschritten hatte, wurde die Stadt mit Inkrafttreten der baden-württembergischen Gemeindeordnung am 1. April 1956 kraft Gesetzes zur Großen Kreisstadt erklärt.
In den 1970er Jahren wuchs die Stadt durch Eingemeindung einiger Dörfer des Umlands weiter, besonders im Süden und im Westen (die heutigen Ortsteile Eschach, Schmalegg und Taldorf).
Einen weiteren Impuls erhielt die Innenstadt durch zahlreiche Renovierungsmaßnahmen, z. B. durch die Einrichtung des Humpis-Quartiers, das als Veranstaltungs- und Museumszentrum sowohl der Dokumentation der reichsstädtischen Entwicklung als auch als Ort der Begegnung fungiert.

### Eingemeindungen, Zusammenschlüsse
In die Stadt Ravensburg wurden folgende Gemeinden eingegliedert. Sie gehörten vor der Kreisreform überwiegend zum Landkreis Ravensburg, Adelsreute gehörte bis 1. Januar 1969 noch zum Landkreis Überlingen und wurde dann dem Landkreis Ravensburg eingegliedert.
- 1. April 1939: Weingarten – wurde am 1. April 1946 wieder zu einer selbständigen Stadt
- 1. Januar 1972: Schmalegg[29]
- 1. Februar 1972: Taldorf[29]
- 1. Februar 1974: Eschach[30]
- 1. Oktober 1974: Adelsreute[29]
- 1. Januar 1975: Der im Rahmen der Gemeindereform erneut verfügte Zusammenschluss mit Weingarten (und Baienfurt und Baindt) wurde nach einer Normenkontrollklage der drei Kommunen und einer durch Weingarten beantragten einstweiligen Verfügung zunächst ausgesetzt[31] und musste nach Urteil des Staatsgerichtshofs Baden-Württemberg vom 15. Februar 1975 endgültig rückgängig gemacht werden.[32] Das Verhältnis beider Städte ist über lange Zeit von eifersüchtiger Besitzstandswahrung geprägt worden.

### Ausgliederungen
Der ursprünglich zur Gemeinde Adelsreute gehörende Ort Tepfenhart wurde am 1. Dezember 1974 nach Horgenzell umgegliedert.

### Einwohnerentwicklung
Einwohnerzahlen nach dem jeweiligen Gebietsstand (jedoch ohne Weingarten 1939). Die Zahlen sind Volkszählungsergebnisse (¹) oder amtliche Fortschreibungen der jeweiligen Statistischen Ämter (nur Hauptwohnsitze).
| Jahr                 | Einwohner |
| -------------------- | --------- |
| 1300                 | ca. 1.500 |
| 1500                 | ca. 4.500 |
| 1648                 | ca. 2.000 |
| 1789                 | 3.381     |
| 1823                 | 3.770     |
| 1855                 | 5.961     |
| 1. Dezember 1871 ¹   | 8.433     |
| 1. Dezember 1880 ¹   | 10.550    |
| 1. Dezember 1900 ¹   | 13.453    |
| 1. Dezember 1910 ¹   | 15.594    |
| 16. Juni 1925 ¹      | 17.012    |
| 16. Juni 1933 ¹      | 18.930    |
| 17. Mai 1939 ¹       | 21.995    |
| 13. September 1950 ¹ | 25.889    |

| Jahr                 | Einwohner |
| -------------------- | --------- |
| 6. Juni 1961 ¹       | 31.269    |
| 27. Mai 1970 ¹       | 32.068    |
| 31. Dezember 1975    | 42.725    |
| 31. Dezember 1980    | 42.269    |
| 25. Mai 1987 ¹       | 43.913    |
| 31. Dezember 1990    | 45.650    |
| 31. Dezember 1995    | 46.620    |
| 31. Dezember 2000    | 47.768    |
| 31. Dezember 2005    | 48.994    |
| 31. Dezember 2010    | 49.774    |
| 9. Mai 2011 (Zensus) | 48.394    |
| 31. Dezember 2015    | 49.830    |
| 31. Dezember 2020    | 50.776    |

¹ Volkszählungsergebnis

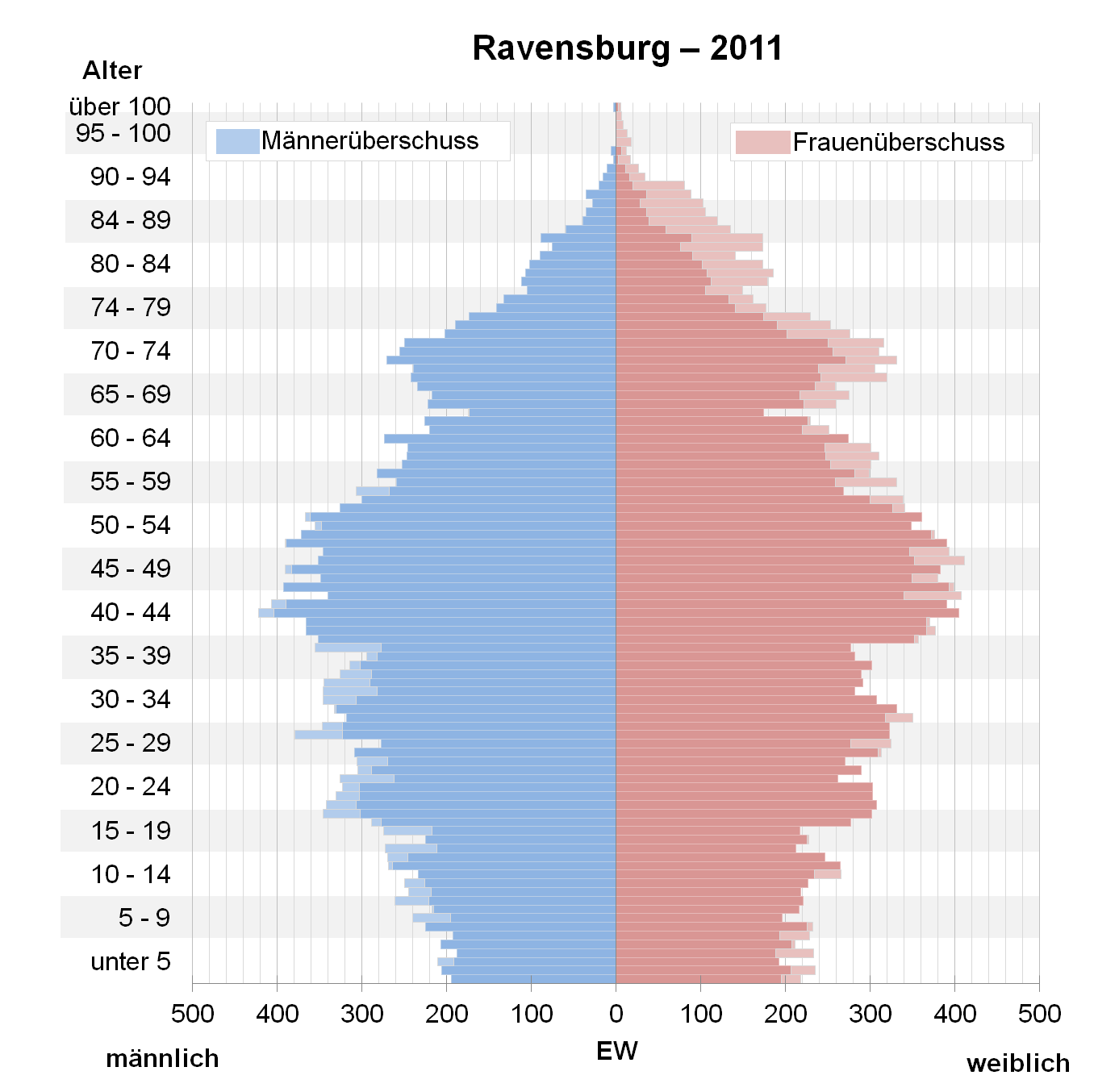
Bevölkerungspyramide für Ravensburg (Datenquelle: Zensus 2011)

Am 30. September 2011 hatte Ravensburg erstmals mehr als 50.000 Einwohner.

## Politik

### Gemeinderat
Die Kommunalwahl vom 9. Juni 2024 führte zu dem in den folgenden Diagrammen dargestellten Ergebnis:

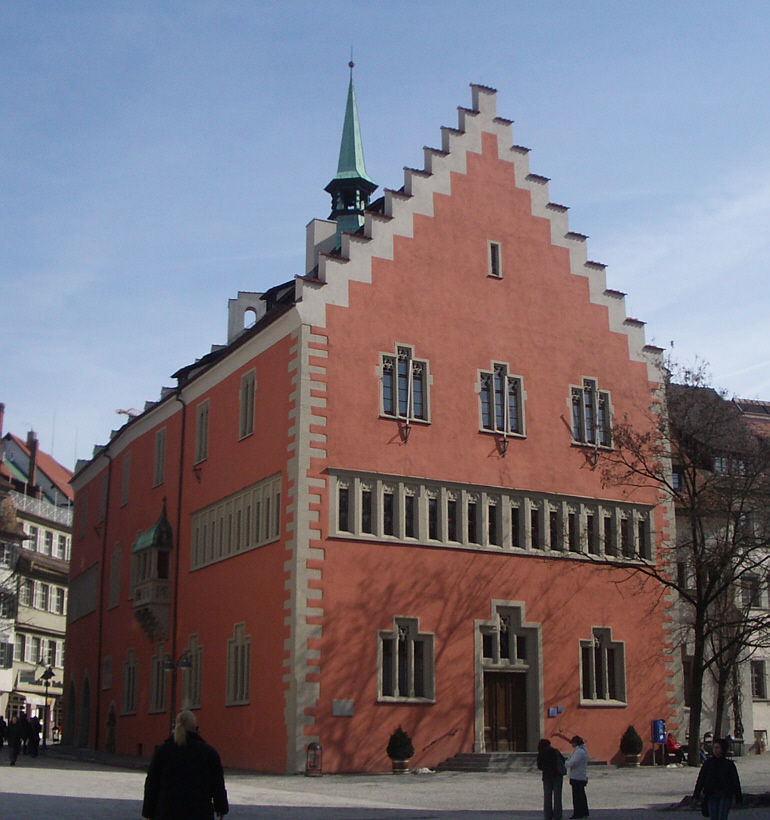
Rathaus Ravensburg

| Gemeinderatswahl 2024Wahlbeteiligung: 59,8 % (2019: 57,3 %) %403020100 34,0 %28,3 %16,0 %12,4 %9,2 %n. k. %n. k. % CDUGrüneFWSPDFDPBfRfSonst.Gewinne und Verlusteim Vergleich zu 2019 %p 8 6 4 2 0 −2 −4 −6 −8−10−12−14+4,8 %p−4,7 %p+7,6 %p+2,5 %p+3,8 %p−12,3 %p−1,8 %pCDUGrüneFWSPDFDPBfRSonst.Anmerkungen:f Bürger und Bürgerinnen für Ravensburg | Sitzverteilung ab 2024 im Ravensburger GemeinderatInsgesamt 43 Sitze - SPD: 5 - Grüne: 12 - FDP: 4 - FW: 7 - CDU: 15 |

### Bürgermeister
An der Spitze der Stadt Ravensburg stand ab dem 13. Jahrhundert ein Ammann, der bis 1348 das alleinige Stadtoberhaupt war. Danach gab es den Bürgermeister und der Ammann war nur noch Vorsitzender des Gerichts. Um 1220 ist auch ein Rat genannt. 1531 erhielt die Stadt eine neue Ratsordnung mit drei Bürgermeistern, die mit zwei geheimen Räten den „Geheimen Rat“ bildeten. Nach dem Dreißigjährigen Krieg gab es zwei Bürgermeister und vier geheime Räte, die konfessionell paritätisch (evangelisch und katholisch) besetzt waren. 1803 wurde die bayerische und ab 1810 die württembergische Verwaltung eingesetzt. Danach gab es einen Stadtschultheiß und den Rat. Mit der neuen Gemeindeordnung von 1906 wurde der Titel des Stadtschultheiß ersetzt durch die Amtsbezeichnung Oberbürgermeister. Die neue Gemeindeordnung beseitigte die lebenslange Dauer des Bürgermeisteramtes, ließ Wiederwahl jedoch zu.
Heute wird der Oberbürgermeister für eine Amtszeit von acht Jahren gewählt. Er ist Vorsitzender des Gemeinderats und Leiter der Stadtverwaltung. Der Oberbürgermeister hat einen Beigeordneten als hauptamtlichen Stellvertreter. Er trägt die Amtsbezeichnung „Erster Bürgermeister“.
| Stadtschultheiß, bis 1906 - 1804–1819 Joseph Emanuel von Ortlieb - 1804–1817 Johann Jakob Merkel - 1819–1820 Johann Jakob Motz - 1821–1856 Franz von Zwerger - 1856–1863 Karl Friedrich Zaisser - 1863–1870 Jakob Halder - 1870–1880 Albert Khuen - 1880–1885 Anton Schule - 1886–1904 Martin Springer | Oberbürgermeister, ab 1906 - 1904–1921 Andreas Reichle (parteilos) - 1922–1932 Hans Mantz (Zentrumspartei) - 1932–1945 Rudolf Walzer (NSDAP) - 1945–1946 Ludwig Steimle - 1946–1966 Albert Sauer (CDU) - 1966–1987 Karl Wäschle (CDU) - 1987–2010 Hermann Vogler (CDU) - seit 2010 Daniel Rapp (CDU) |

### Verwaltungsverband
Die Stadt Ravensburg ist Sitz des Gemeindeverwaltungsverbands Mittleres Schussental.

### Wappen
| Wappen der Stadt Ravensburg | Blasonierung: „In Silber (Weiß) auf gemauerter blauer Konsole eine doppeltürmige blaue Burg mit hochgezogenem Fallgatter; zwischen den Zinnentürmen ein blauer Schild, darin ein silbernes Kreuz mit Tatzenenden.“ |
| Wappen der Stadt Ravensburg | Wappenbegründung: Die auf den Namen der ehemaligen Reichsstadt zu beziehende Burg erscheint im 12. Jahrhundert auf Münzen, seit 1267/1268 auch in Stadtsiegeln. Das älteste, in einem Abdruck von 1270 überlieferte städtische Siegel lässt auch schon den Schild mit dem Kreuz erkennen, dessen Bedeutung nicht sicher bekannt ist. Der Überlieferung zufolge soll es an Konradin von Hohenstaufen als König von Jerusalem erinnern. Es wird aber auch mit Herzog Welf IV. in Verbindung gebracht, der als Kreuzfahrer gestorben ist. Das offene Stadttor zwischen den zwei Wehrtürmen symbolisiert zugleich Wehrhaftigkeit und Offenheit der Reichsstadt. Vom 19. Dezember 1940 bis zum Frühjahr 1946 führte die Stadt Ravensburg ein leicht abgeändertes Wappen, auf dem statt des blauen Schilds mit silbernem Kreuz ein roter Welfenlöwe mit einem roten Schildchen (mit silbernem Querbalken) dargestellt war. Diese Farben und Symbole entstammen dem Wappen der damals eingemeindeten Nachbarstadt Weingarten. |

Die Ravensburger Ortschaften führen kein amtliches eigenes Wappen, verwenden aber inoffiziell die Wappen der ehemals selbständigen Gemeinden Eschach, Schmalegg und Taldorf (dort zusammen mit dem Wappen der ehemaligen Gemeinde Adelsreute).

### Flagge

Flagge der Stadt

Die Stadtflagge ist blau-weiß und wird meist mit dem Stadtwappen verwendet.

### Heimatlied
Als inoffizielle Hymne gilt das Heimatlied Mein Ravensburg im Schwabenland des Oberlehrers Wilhelm Mayer aus dem Jahr 1924. Ursprünglich wurde das Lied nach einer Melodie von Karl Friedrich Zelter gesungen; seit 1952 wird eine eigens komponierte Melodie von G. Heim verwendet. Die ersten drei Strophen des Heimatlieds werden insbesondere bei den Veranstaltungen des Rutenfests häufig gesungen; viele Ravensburger kennen sie daher auswendig.

### Städtepartnerschaften
Ravensburg unterhält Städtepartnerschaften mit folgenden Städten:
- seit 1964: Montélimar (Frankreich)
- seit 1983: Rivoli (Italien)
- seit 1989: Brest (Belarus); diese Partnerschaft besteht gemeinsam mit Weingarten, Baienfurt, Baindt und Berg
- seit 1990: Coswig (Deutschland)
- seit 1993: Rhondda Cynon Taf (Vereinigtes Königreich)
- seit 1993: Huehuetenango (Guatemala); inoffiziell
- seit 2002: Varaždin (Kroatien)
- seit 2017: Mollet del Vallès (Spanien)[41]

Partnerschaftliche Beziehungen von Ortsteilen:
- Schmalegg: Sankt Magdalena am Lemberg (Österreich)
- Taldorf: Hittisau (Österreich)

## Sehenswürdigkeiten

### Gebäude in der Altstadt

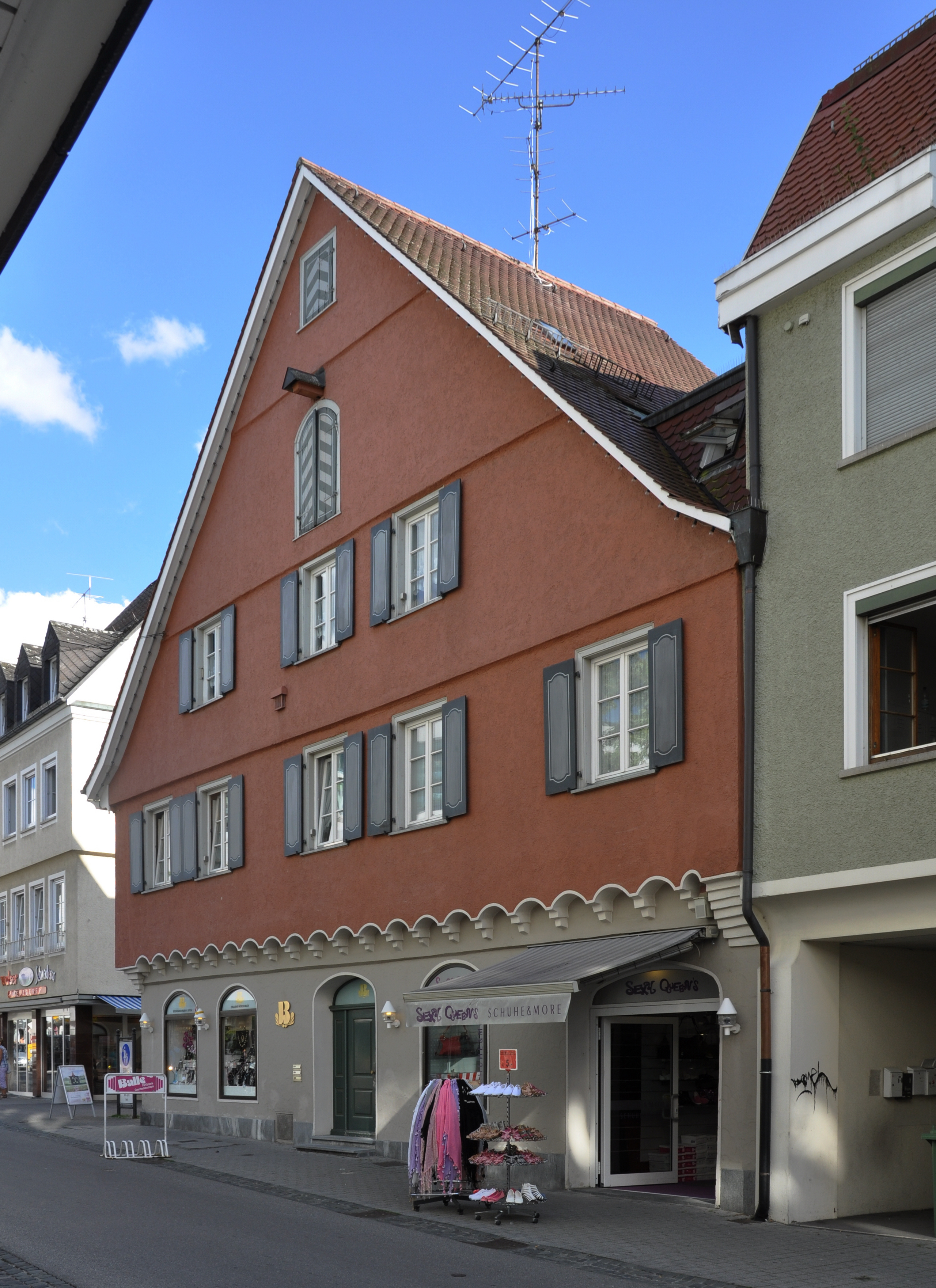
Adlerstraße 29 in der Unterstadt

Das historische Stadtbild konnte trotz eines Teilabbruchs der alten Stadtmauer, deren Steine im 19. Jahrhundert zum Bau des Bahnhofs und zum Bau von Fabriken verwendet wurden, erhalten werden. Im Zweiten Weltkrieg blieb Ravensburg wegen seiner strategischen und rüstungsindustriellen Bedeutungslosigkeit und auch dank eines großen, von Schweizern geführten Versorgungszentrums des Roten Kreuzes von größeren Angriffen der alliierten Luftwaffe verschont. Sanierungs-Bausünden, vor allem der 1970er-Jahre, hielten sich in Grenzen. In den 1980er Jahren wurde die Altstadt aufwendig saniert und für den Durchgangsverkehr geschlossen.
Durch die ganze Altstadt vom Grünen Turm im Norden bis zur Straße Hirschgraben im Süden zieht sich der langgestreckte Marienplatz und gliedert sie in zwei unterschiedliche Teile:
- Die Oberstadt östlich des Platzes ist vor allem durch große Patrizierhäuser gekennzeichnet.
- Die westlich gelegene Unterstadt ist mit Ausnahme der Bachstraße weitgehend geometrisch angelegt und von kleineren Handwerkerhäusern geprägt.

#### Um den Marienplatz

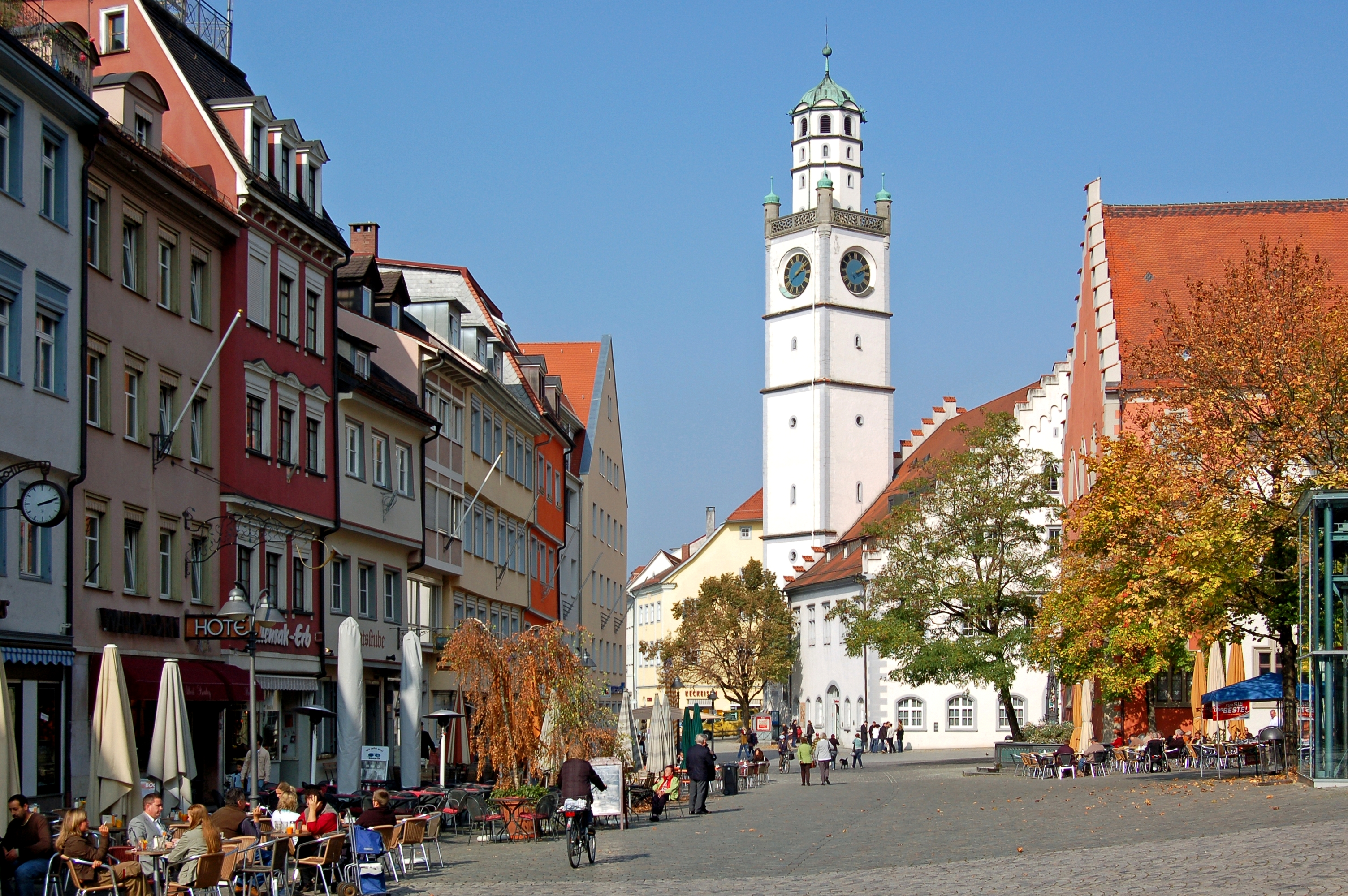
Marienplatz: rechts Rathaus,
hinten Waaghaus mit Blaserturm

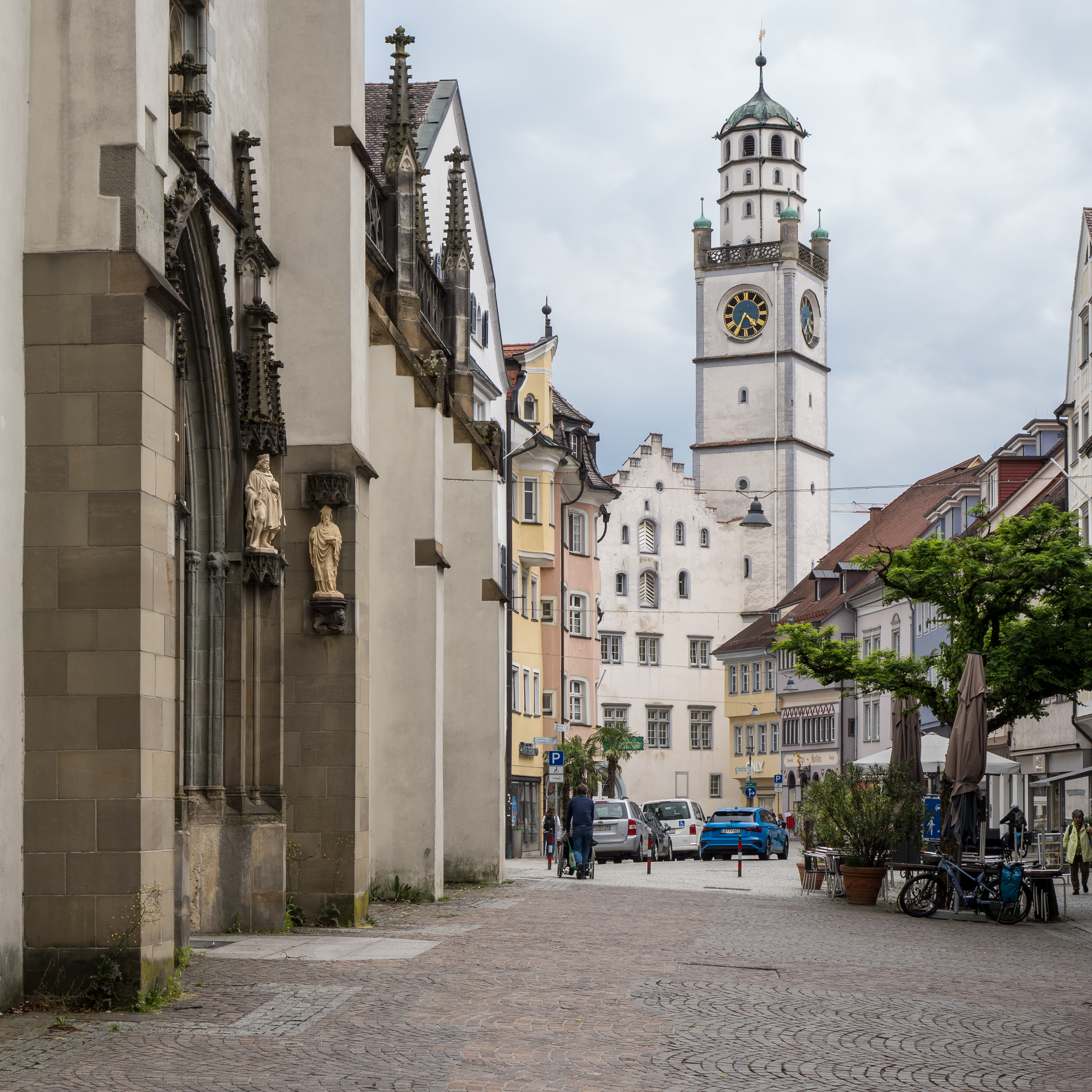
Kirchstrasse mit Liebfrauenkirche, Waaghaus und Blaserturm

im Süden auf der Westseite des Platzes:
- Evangelische Stadtkirche

nördlich anschließend auf der Ostseite:
- Kornhaus, zeitweise Sitz der oberschwäbischen Fruchtbörse, seit den 1980er Jahren Stadtbücherei (2025 für mehrere Jahre wegen Sanierung ins Heilig-Geist-Spital verlegt)
- Rathaus, mit reichgeschmückten historischen Ratssälen
- Waaghaus mit dem Blaserturm, ehemals städtisches Münz- und Eichamt sowie Kaufhalle, heute Bankfiliale, im ersten Stock Veranstaltungssaal „Schwörsaal“

gegenüber dem Waaghaus zwischen den beiden Abgängen der Bachstraße:
- Lederhaus, Zunft- und Kaufhaus der Gerber, heute gewerblich genutzt

Nördlich des Waaghauses verlassen zwei Straßen den Platz. Die Marktstraße führt südostwärts zum Obertor, die Kirchstraße parallel zum Platz nordwärts zum Frauentor. Auf ihrer Ostseite stehen:
- Weingartener Hof, ehemaliges Stadthaus der vier Kilometer nördlich gelegenen Reichsabtei Weingarten
- Liebfrauenkirche
- Frauentor, hier erweitert sich der Platz östlich bis zur Kirchstraße

#### In der Oberstadt

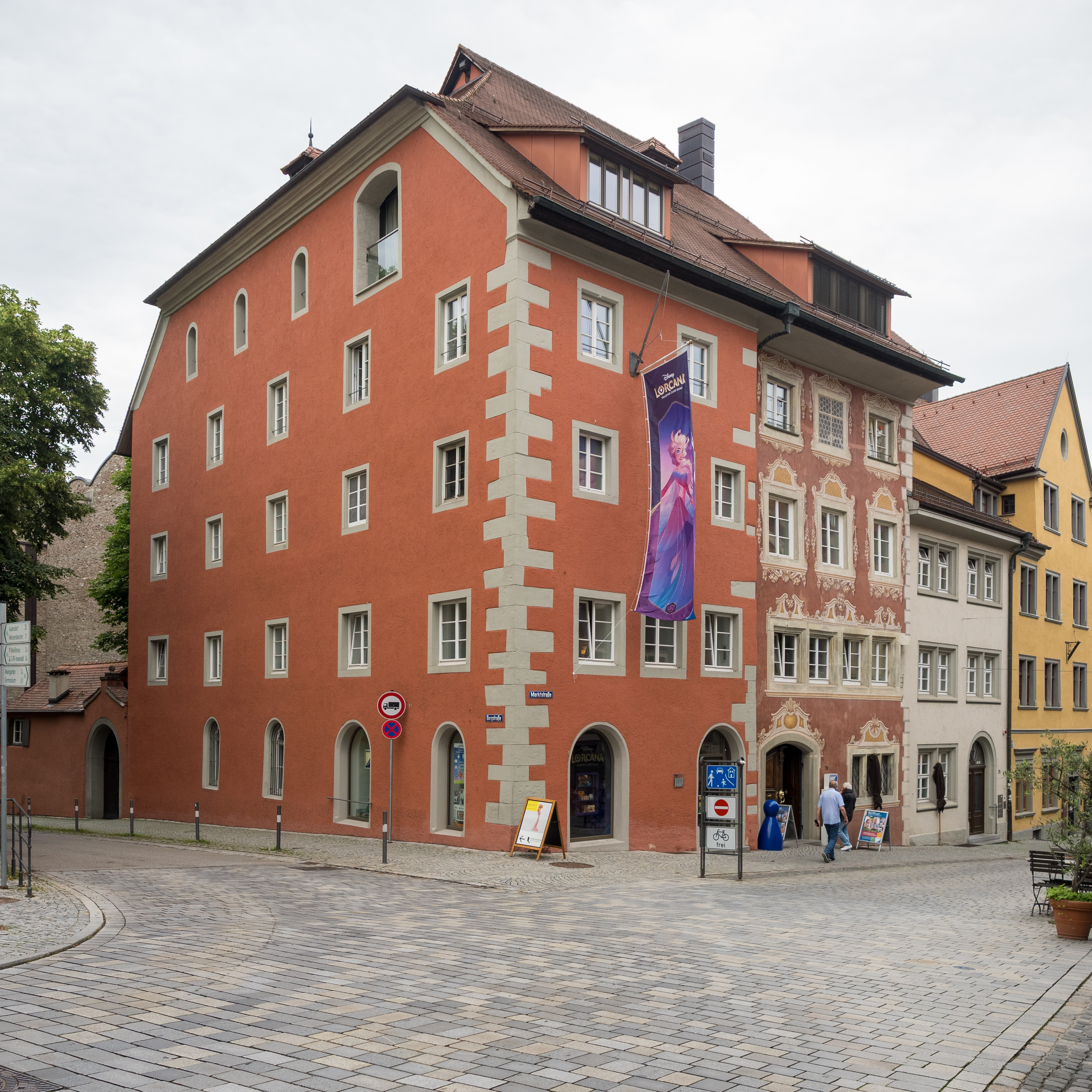
Patrizierhaus in der Oberstadt
(Museum Ravensburger)

- Das Alte Theater in der Marktstraße, auch Brotlaube, ist ein barocker Multifunktionsbau mit Markthalle im Erdgeschoss. Der noch heute gebräuchliche Name stammt aus den Jahren 1698 bis 1881, als das städtische Theater im Obergeschoss untergebracht war. 1956–2011 war das Obergeschoss ein städtischer Ausstellungsraum für moderne Kunst, seit 2011 wird es von der Dualen Hochschule genutzt.
- Das Humpisviertel ist ein Häuserblock nahe dem Obertor, der einst der um 1300 aus Altdorf übersiedelten[42] Familie Humpis gehörte; wurde saniert und zum Stadtmuseum umgebaut (im Juli 2009 eröffnet).

#### Türme und Tore der Stadtbefestigung

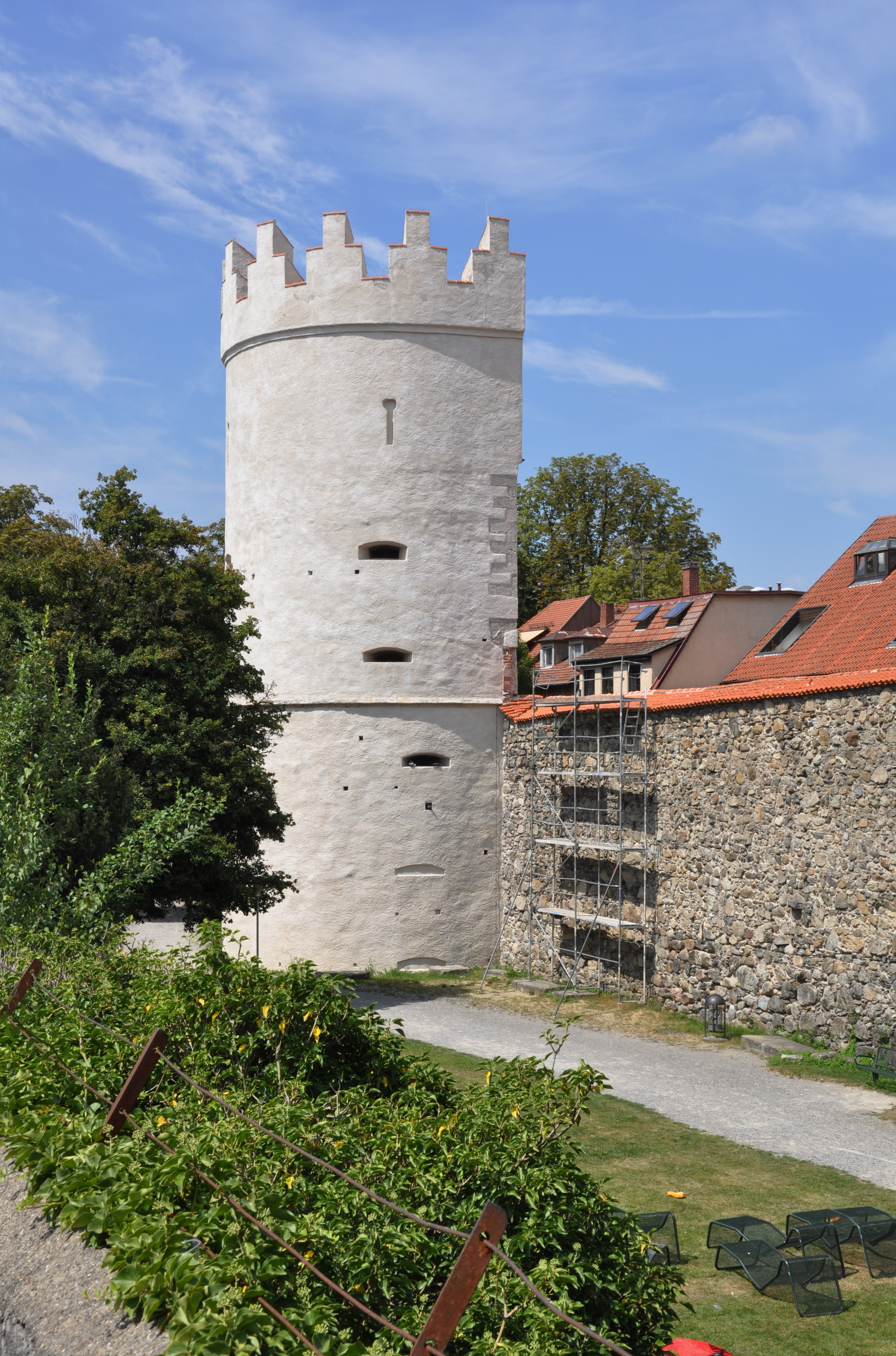
Mauer am Hirschgraben

- Blaserturm, 51 Meter hoch, vor der Stadterweiterung im 14. Jahrhundert Teil der Stadtbefestigung, danach zentraler Wachturm in der Stadtmitte, in einem Sturm 1552 eingestürzt und im italienischen Renaissancestil 1553–1556 neu errichtet

Zum letzten Mauerring gehören:
- Mehlsack, ebenfalls 51 Meter hoher Turm, das Wahrzeichen der Stadt
- Frauentor, Stadttor Richtung Norden. Der Turm brannte am 14. März 1982 völlig aus. Dabei verloren drei Feuerwehrmänner ihr Leben, einer wurde schwer verletzt.[43][44]
- Obertor, an der Südostecke der Altstadt
- Sauturm oder Spitalturm, südwestlicher Eckturm der ehemaligen Stadtbefestigung, der als Stallung für das städtische Heilig-Geist-Spital diente und daraus einen seiner beiden Namen ableitet
- Untertor, Stadttor Richtung Westen
- Gemalter Turm, nordwestlicher Eckturm mit aufwändiger ornamentaler Bemalung
- Grüner Turm, nordöstlicher Eckturm der Unterstadt, durch die ehemalige städtische Bauhütte mit dem Frauentor verbunden; die Namensgebung geht auf die grün glasierten Dachziegel zurück
- Schellenbergerturm, südöstlicher Eckturm der Oberstadt; auf Grund eines Blitzschlags mit nachfolgendem Brand teilweise zerstört, im Volksmund als Katzelieselesturm bekannt (nach einer legendären Bewohnerin)
- mehrere kleinere Turmbastionen, die als Geschützstellungen die langen Seiten der Stadtmauer unterteilen

### Sehenswürdigkeiten außerhalb der Altstadt
- Veitsburg, ehemals eine große Burg namens Ravensburg über der Stadt. Sie wurde um 1050 zum Stammsitz der schwäbischen Linie der Welfen (zuvor in Weingarten-Altdorf ansässig), bevor sie durch Erbvertrag an den Staufer Friedrich Barbarossa fiel und nach Untergang der staufischen Dynastie in Reichsbesitz überging. Der spätere Name Veitsburg leitet sich von der Sankt Veit geweihten Burgkapelle ab. Im Dreißigjährigen Krieg wurde die Burganlage jedoch weitestgehend zerstört. Nur ein Teil des Bergfrieds blieb übrig, der 1751 im Auftrag des Stadtrates durch Johann Caspar Bagnato zu einem Schlösschen umgestaltet wurde. Archäologische Funde legen nahe, dass das umgebende Plateau schon zu keltischer Zeit als Fluchtburg genutzt wurde und bereits damals planiert war.
- Der Burghaldentorkel steht nahe der Veitsburg mit auf der Burghalde. Er ist die älteste und besterhaltene Weinpresse (Torkel) in Oberschwaben. Eine Ersterwähnung stammt aus dem Jahr 1368. Das technische Kulturdenkmal wurde von der Denkmalstiftung Baden-Württemberg zum „Denkmal des Monats Mai 2004“ ernannt.
- Das Konzerthaus steht östlich des Frauentors und wurde 1896–1897 vom Wiener Büro Fellner & Helmer erbaut, Architekt war Ferdinand Fellner d. J.
- Die barocke ehemalige Prämonstratenserabtei Weißenau steht seit der Eingemeindung Eschachs heute am Südrand des städtischen Siedlungsgebiets.
- Denkmal der Grauen Busse, Mahnmal für die Opfer der nationalsozialistischen „Euthanasie“, im Park nördlich des Klosters
- Das Blaue Haus, eine Plastik von Ottmar Hörl am westlichen Stadteingang (B 33)

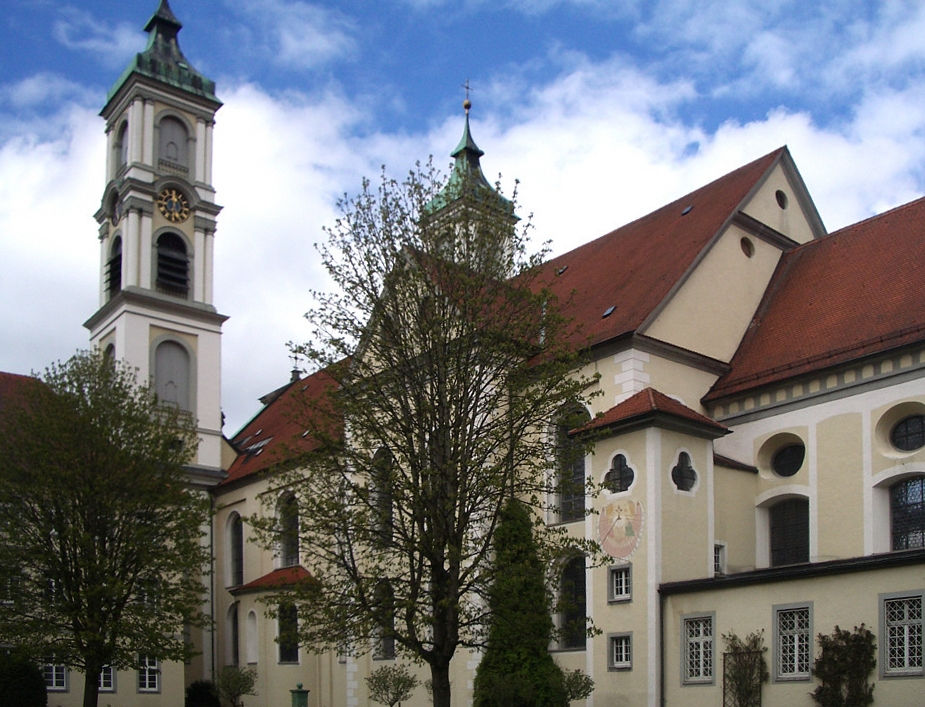
Ehemalige Abteikirche Weißenau
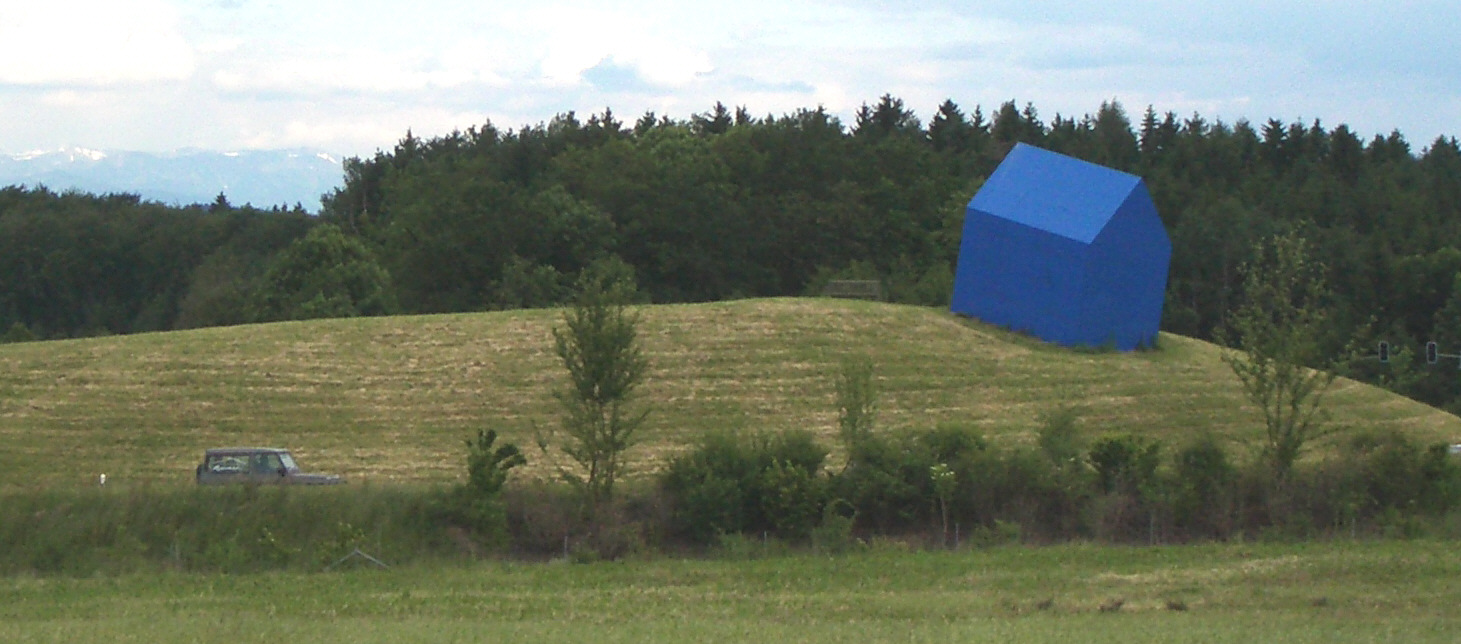
Ottmar Hörl: Das Blaue Haus
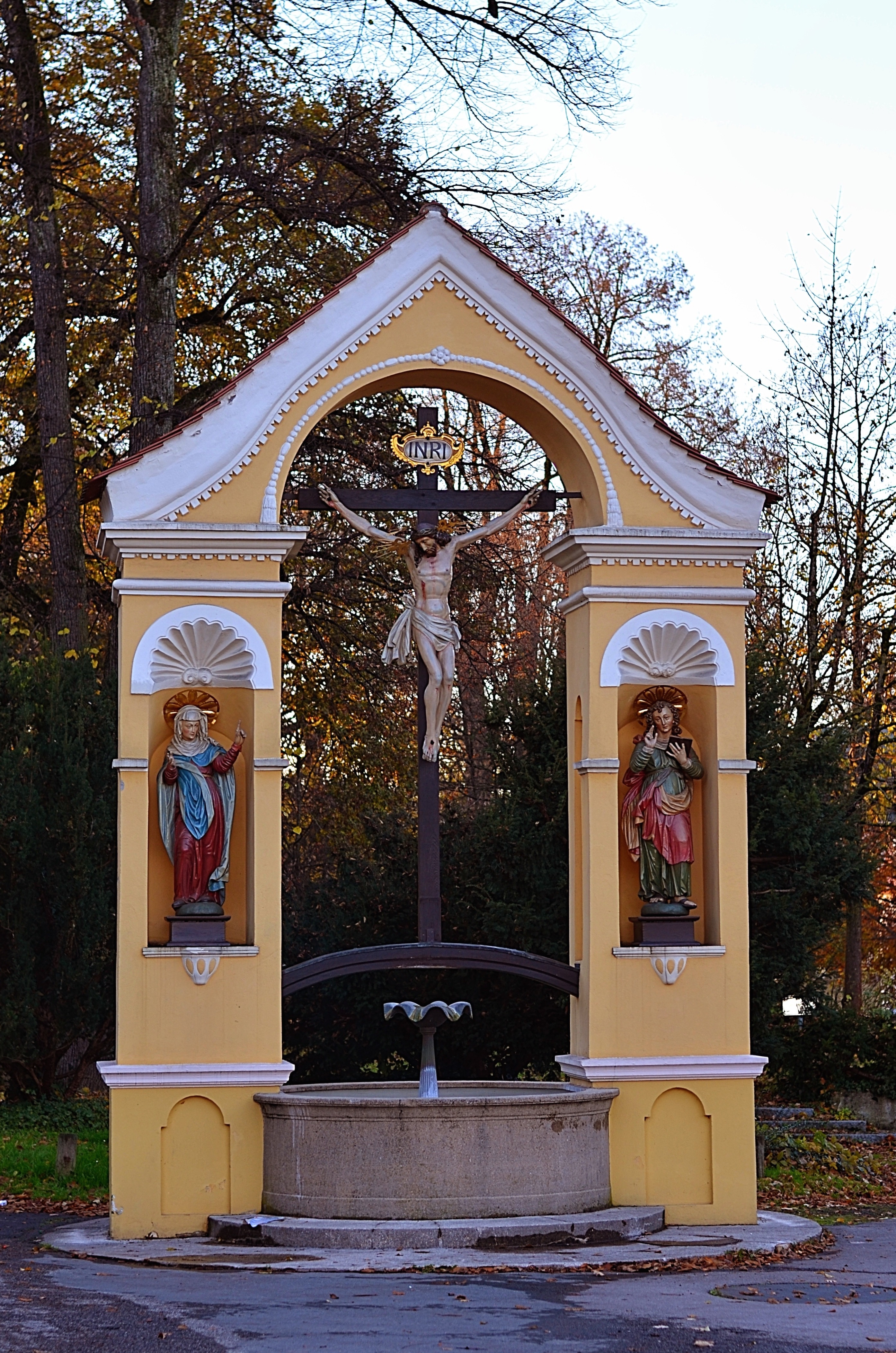
Kreuzbrunnen

Kirchengebäude sind – teilweise ausführlich – unter Kultur → Religionen behandelt.

### Kunst im öffentlichen Raum

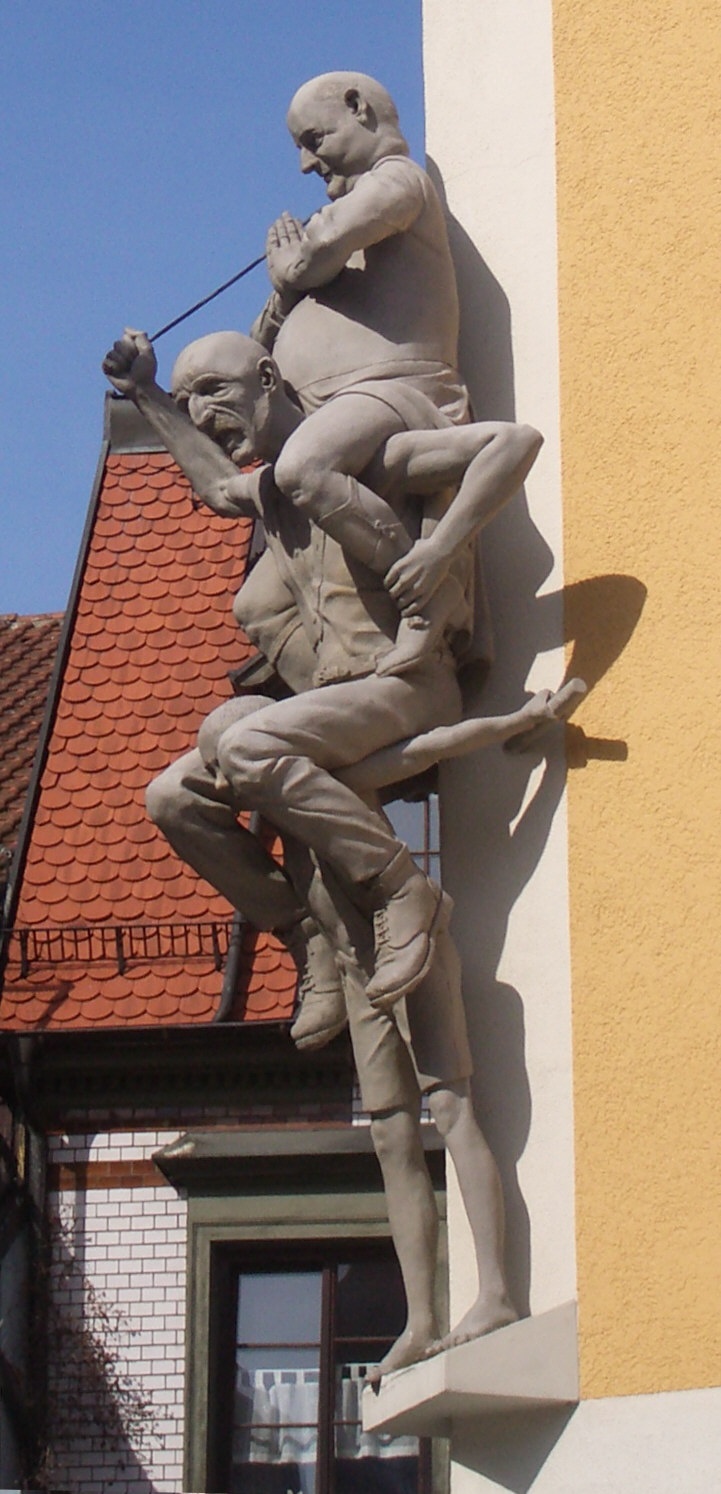
Skulptur von Peter Lenk zur Erinnerung an die „Schwabenkinder“

Den Kreuzbrunnen am Frauentorplatz ziert eine Kreuzigungsgruppe des 17. Jahrhunderts. Die Originale der Figuren wurden im 20. Jahrhundert aus konservatorischen Gründen durch Kopien ersetzt.
Ein Kriegerdenkmal von 1878 mit Germaniastatue von Josef Dressel (im Alten Friedhof an der Georgstraße) und eine Kaiser-Wilhelm-Büste an der Karlstraße sind Beispiele für Denkmäler des 19. Jahrhunderts. Bei der Aufstellung des Kaiser-Wilhelm-Denkmals kam es 1888 zum Eklat, da die katholische Bevölkerung aufgrund des Kulturkampfs nicht an der Einweihung teilnahm. In großer Zahl sind Grabdenkmäler des 19. und beginnenden 20. Jahrhunderts auf dem Hauptfriedhof Ravensburg erhalten.
Auch in den 1960er Jahren erregte die geplante Aufstellung einer Skulptur heftige Diskussionen zwischen den Konfessionen: eine nach einem Kriegsgelübde gestiftete Mariensäule als Friedenssäule wurde von der evangelischen Bevölkerung 1962 am Standort Marienplatz vehement abgelehnt. Die von der Künstlerin Maria Elisabeth Stapp gestaltete 9 m hohe Säule mit einer ungewohnt modernen Darstellung der Marienfigur wurde dann an der Wilhelmstraße bei der katholischen Liebfrauenkirche auf kircheneigenen Boden aufgestellt (und 2001 etwas versetzt an den heutigen Standort an der Herrenstraße).
Die Brunnenskulptur Caide des in Ravensburg geborenen Bildhauers Robert Schad (in der Öffentlichkeit ausschließlich als Schad-Brunnen bekannt) steht auf dem nördlichen Marienplatz. Schad selbst hat die mehrteilige Skulptur als Darstellung von „Kopf- und Bauchmenschen“ interpretiert. Die Aufstellung Anfang der 1990er Jahre war von heftigen Kontroversen begleitet. Der ursprünglich geplante Aufstellungsort zwischen Rat- und Lederhaus wurde verworfen, auch wurde Schads ursprünglicher Wettbewerbsentwurf als ungeeignet kritisiert. Nach Änderungen durch Robert Schad konnte der Brunnen am jetzigen Standort aufgestellt werden. Danach kritisierten Anwohner die Lärmentwicklung, so dass zusätzlich lärmdämpfende Metallgitter in das Becken eingebaut werden mussten.
Den westlichen Stadteingang (an der Einmündung in die Weststadt aus Richtung Meersburg) markiert die Skulptur Das blaue Haus von Ottmar Hörl von 1997/1998.
Die Skulptur Ravensburger Kindermarkt von Peter Lenk wurde 2002 von privater Seite an der Ecke eines Hauses in der Bachstraße angebracht und zeigt ein Schwabenkind, das auf seinen Schultern einen Knecht trägt, der auf seinen Schultern wiederum einen Geistlichen zu tragen hat. Hintergrund: bis März 1914 wurden alljährlich arme Bergbauernkinder aus Tirol, Vorarlberg und Graubünden als Saisonarbeitskräfte auf Bauernhöfen in Oberschwaben und im Allgäu eingesetzt, die am Ravensburger „Hütekindermarkt“ in der Bachstraße an die Bauern vermittelt wurden.
In der oberen Marktstraße wurde 2011 in privater Initiative die monumentale Holzskulptur Ibykus II von Klaus Prior aufgestellt.

### Museen
Von 2009 bis 2013 entstand in der Ravensburger Innenstadt ein „Museumsviertel“ mit vier neuen Museen:
- In der Marktstraße wurde am 4. Juli 2009 mit dem Museum Humpis-Quartier eines der größten kulturhistorischen Museen der Region Bodensee-Oberschwaben eröffnet.[48] Das größte und besterhaltene spätmittelalterliche Wohnquartier in Südwestdeutschland, dessen Errichtung von der Fernhandelsfamilie Humpis um 1380 begonnen wurde, besteht aus sieben Gebäuden, in denen heute reichsstädtische Geschichte und Kultur authentisch präsentiert werden soll. Man folgt dem Kaufmann Hans Humpis in die Zeit, als die „Große Ravensburger Handelsgesellschaft“ Geschäfte mit ganz Europa betrieb, sowie weiteren Ravensburgern, die in späteren Zeiten im Quartier wohnten.

- Das Museum Ravensburger an der Ecke Marktstraße/Burgstraße zeigt am ehemaligen Verlagssitz Bücher und Spiele aus der Geschichte des Ravensburger Verlags bzw. Otto-Maier-Verlags. Das Gebäude, direkt gegenüber dem Humpis-Quartier gelegen und einst Wohnhaus der Fernhandelsfamilie Möttelin, wurde 2009/2010 grundlegend umgebaut und im Mai 2010 als Museum eröffnet.

- Das Wirtschaftsmuseum Kreis Ravensburg in der Marktstraße ist eine Stiftung der Kreissparkasse Ravensburg und wurde am 27. Oktober 2012 eröffnet.[49]

- Das Kunstmuseum Ravensburg mit Dauer- und Wechselausstellungen moderner Kunst wurde im März 2013 eröffnet (Architekturbüro Lederer + Ragnarsdóttir + Oei, Stuttgart).[50] Es befindet sich in der Burgstraße neben dem Museum Ravensburger.

Zahlreiche moderne Gemälde aus der Sammlung des Landkreises Ravensburg sind in den Gängen des Landratsamts (Friedenstraße) ausgestellt. Außerdem gibt es in Ravensburg mehrere private Galerien, die Wechselausstellungen zeigen.
Die Freiwillige Feuerwehr betreibt in der Feuerwache im Salzstadel ein Feuerwehrmuseum mit 15 Großgeräten und weiteren Ausstellungsstücken. Die Ortschaft Eschach besitzt ein eigenes Heimatmuseum in Weißenau.

### Theaterkulissensammlung
Ravensburg verfügt über die größte Sammlung historischer Theaterkulissen in Deutschland. Sie besteht aus 135 auf Leinwand gemalten großformatigen Prospekten (ca. 10 × 5 Meter) und 208 Stellwänden in verschiedenen Formaten und Techniken. Die Kulissen entstanden zwischen 1902 und 1910 für das Ravensburger Konzerthaus. Sie haben einen einheitlichen künstlerischen Duktus, eine dreidimensional wirkende Illusionsmalerei. Sie stellen u. a. mittelalterliche Stadtbilder, Ratssäle oder Venedig-Ansichten dar und konnten in mehreren Stücken verwendet werden.
Die Entstehung der Sammlung wurde durch den Brand des Königlich-Württembergisches Hoftheaters in Stuttgart im Januar 1902 begünstigt. Der württembergische König Wilhelm II., der im nahegelegenen Friedrichshafen eine Sommerresidenz unterhielt, entsandte das Hoftheaterensemble nach dem Brand an das damalige Konzerthaus in Ravensburg, das bis 1910 immer wieder als Ersatzbühne diente. Die Kulissen wurden im Stuttgarter Marsstall in zwei Malsälen unter Leitung des Hofrats Wilhelm Plappert angefertigt und anschließend nach Ravensburg transportiert. Nach dem Ersten Weltkrieg änderte sich die Aufführungspraxis, so dass derartige Kulissen nicht mehr benötigt wurden.
Die Sammlung lagert im Kulissenhaus des Konzerthauses. Heute dürfen diese Kulissen aus Gründen des Brandschutzes nicht mehr bei Theateraufführungen verwendet werden. Digitale Reproduktionen wurden jedoch in Aufführungen von Phantom der Oper und Giulio Cesare im Jahr 2013 verwendet.

## Kultur

### Hexenverfolgung
Im ausgehenden 15. Jahrhundert kam es hier zu einer ersten großen Welle von Hexenverfolgungen in Europa.
Mindestens 48 Frauen wurden als Hexen in der Stadt Ravensburg bei lebendigem Leib verbrannt. Es kam auch zu zwölf Freisprüchen, die möglicherweise mit Einsprüchen und Bürgschaften der jeweiligen Familien zusammenhingen. Die Prozesse führte zum Teil der päpstliche Inquisitor Heinrich Institoris, der Autor des bald weit verbreiteten Hexenhammers. Weitere Prozesse nach Anklagen der weltlichen Obrigkeit folgten in der weiteren Region und bis ins 17. Jahrhundert.

### Religionen

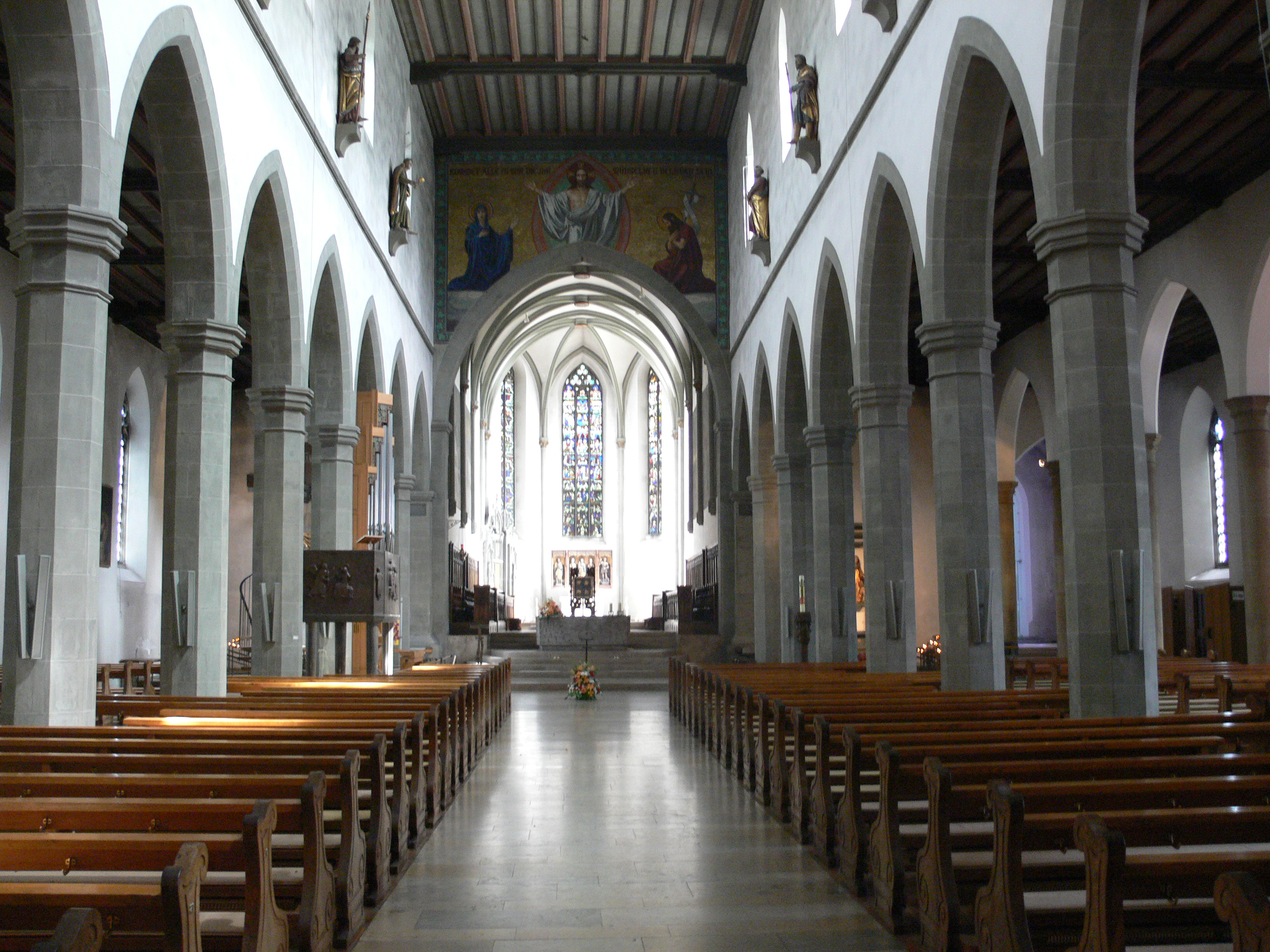
Liebfrauenkirche

Das Gebiet der heutigen Stadt Ravensburg gehörte anfangs zum Bistum Konstanz und war dem Archidiakonat Allgäu Landkapitel Ravensburg unterstellt.
Gemäß dem Zensus 2022 waren Anfang 2022 43,7 % der Einwohner katholisch, 16,2 % evangelisch, und 40,1 % waren konfessionslos, gehörten einer anderen Glaubensgemeinschaft an oder machten keine Angabe.
Im Jahr 2022 gab es 825 Kirchenaustritte (zirka 2 % der Gesamtbevölkerung). Im Jahr 2023 gab es bis Mitte Dezember 570 Menschen, die der Kirche austraten (1 % der Gesamtbevölkerung).

#### Liebfrauenkirche
Eine Marienkirche wird bereits um 1250 als Filiale von Altdorf erwähnt. 1275 wurde sie Pfarrkirche und ab 1279 der Abtei Weingarten inkorporiert. 1340 bis 1380 wurde die Pfarrkirche Liebfrauen an der Stelle der alten Marienkirche neu erbaut, später gab es mehrere Umbauten. In der Liebfrauenkirche war auch der ursprüngliche Standort der Ravensburger Schutzmantelmadonna, ein Werk des Ulmer Schülers Michael Erhart. Die Kirche blieb bis 1802 beim Kloster Weingarten inkorporiert. Gegenüber der Kirche entstand das Stadthaus des Klosters Weingarten, das den Reichtum des Klosters widerspiegelte (heute als Technisches Rathaus mit Kultur- und Einwohnermeldeamt genutzt). Die Liebfrauenkirche wurde 2009 durch einen Brand schwer beschädigt, aber zwischenzeitlich wieder restauriert.

#### Sankt Jodok

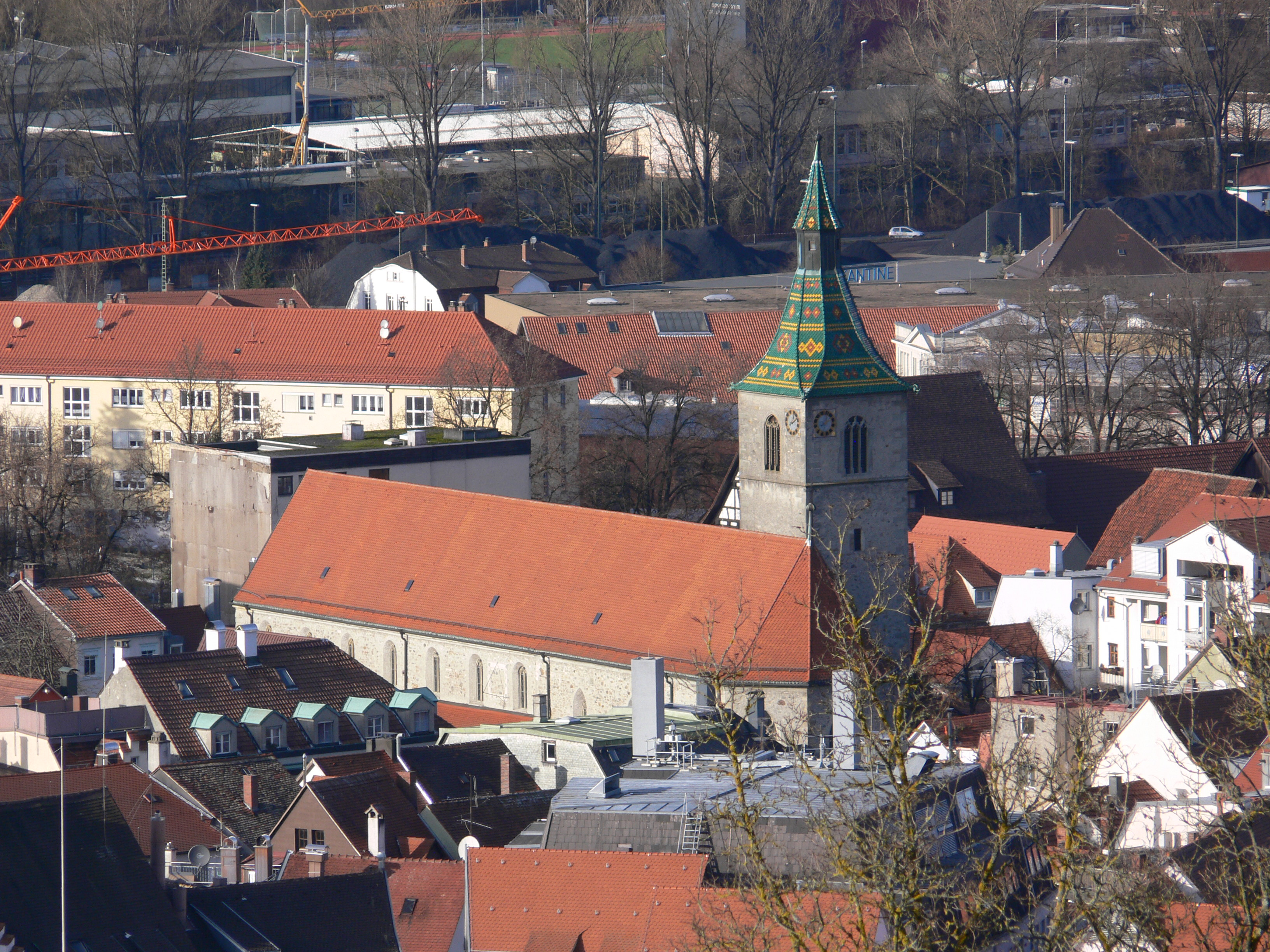
Kirche Sankt Jodok

Im 14. Jahrhundert ließen das Kloster Weißenau und der Stadtrat Sankt Jodok als zweite Pfarrkirche Ravensburgs erbauen. Sie war für die Unterstadt zuständig und war bis 1802 dem Kloster Weißenau inkorporiert.
Im Weiler Sankt Christina wurde im 13. Jahrhundert eine weitere Pfarrei errichtet; eine gleichnamige Kirche wurde 1253 erbaut. Diese Pfarrei war für den Süden und Westen Ravensburgs zuständig und war ebenfalls Weißenau unterstellt. Die Pfarrkirche St. Jodok wurde 2018 durch Brand schwer beschädigt, der Wiederaufbau ist im Gang.

#### Evangelische Stadtkirche

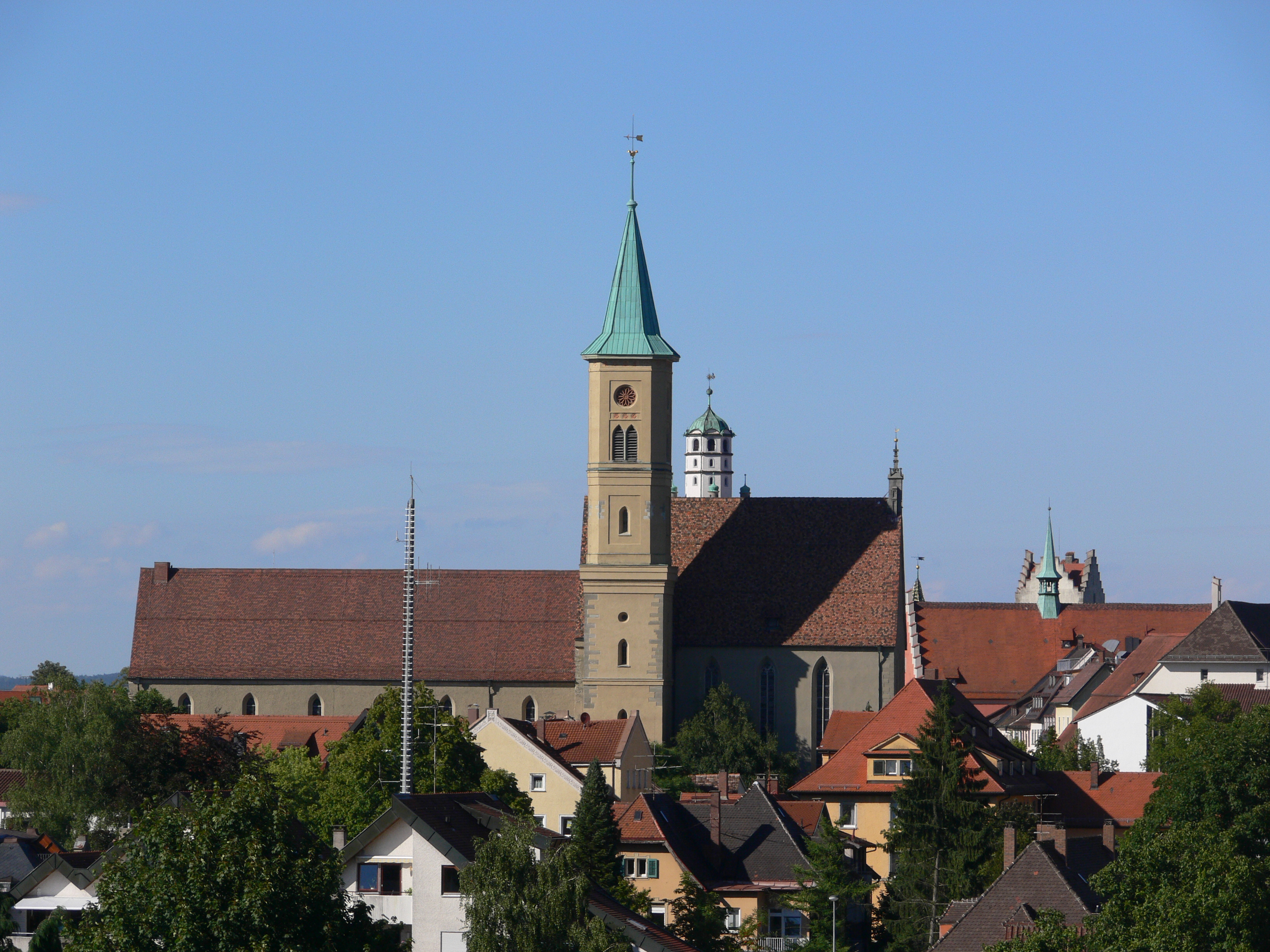
Evangelische Stadtkirche

Nachdem ein beträchtlicher Teil der Bevölkerung zum Protestantismus übergetreten war, erhielt die protestantische Gemeinde das Langhaus der 1349 geweihten Karmeliterkirche für ihre Gottesdienste. Der Chor des Kirchengebäudes blieb jedoch bis 1806 noch im Besitz des Karmelitenordens; die Kirche wurde also zwischen beiden Konfessionen geteilt. Eine Mauer trennte die beiden Bereiche. Um die Benutzung der Kirche wurden jahrhundertelang Streitigkeiten ausgetragen; im 17. Jahrhundert stritten sich der evangelische Mesner und die Karmeliten zum Beispiel darum, wer das Gras auf dem Kirchhof mähen dürfe.
Die evangelische Kirchengemeinde Ravensburg blieb bis 1802 selbständig und wurde dann in die Evangelische Landeskirche in Württemberg eingegliedert. Ravensburg wurde daraufhin Sitz eines Dekanats (siehe Kirchenbezirk Ravensburg). Die evangelische Stadtkirche Ravensburg erhielt 1842/1845 einen Turm. Eine zweite evangelische Kirche gab es bereits ab 1628. Dabei handelte es sich um ein ehemaliges Kornhaus, das zur Dreifaltigkeitskirche umgebaut worden war. Diese Kirche wurde 1852 abgebrochen.

#### Weitere Klöster
Weitere Klöster im Stadtgebiet waren das Franziskanerinnenkloster Sankt Michael (13. Jahrhundert) und das vor der nördlichen Stadtmauer gelegene Kapuzinerkloster (gegründet 1629). 1806 wurden die drei Klöster säkularisiert. Weitere kirchliche Einrichtungen waren das Spital zum Heiligen Geist, das im 15. Jahrhundert erbaut wurde (Spitalkapelle von 1498), die Kapelle Sankt Leonhard (bereits im 15. Jahrhundert profaniert) und die Mühlbrugg-Kapelle aus dem 15. Jahrhundert, die 1812 abgebrochen und 1929 neu erbaut wurde.
Die katholischen Gemeinden gehörten bis 1802 noch zum Bistum Konstanz. 1808 wurden die Gemeinden dem Ordinariat Ellwangen unterstellt, aus dem 1821/1827 das neu gegründete Bistum Rottenburg (heute Rottenburg-Stuttgart) hervorging. Nach dem Zweiten Weltkrieg entstanden zu den drei bisherigen katholischen Gemeinden (Liebfrauen, Sankt Jodok und Sankt Christina) noch zwei weitere Gemeinden, „Christus König“ (Christkönigkirche in der Südstadt von 1952) und „Zur heiligsten Dreifaltigkeit“ (Dreifaltigkeitskirche in der Weststadt von 1965).

#### Weitere katholische Kirchen

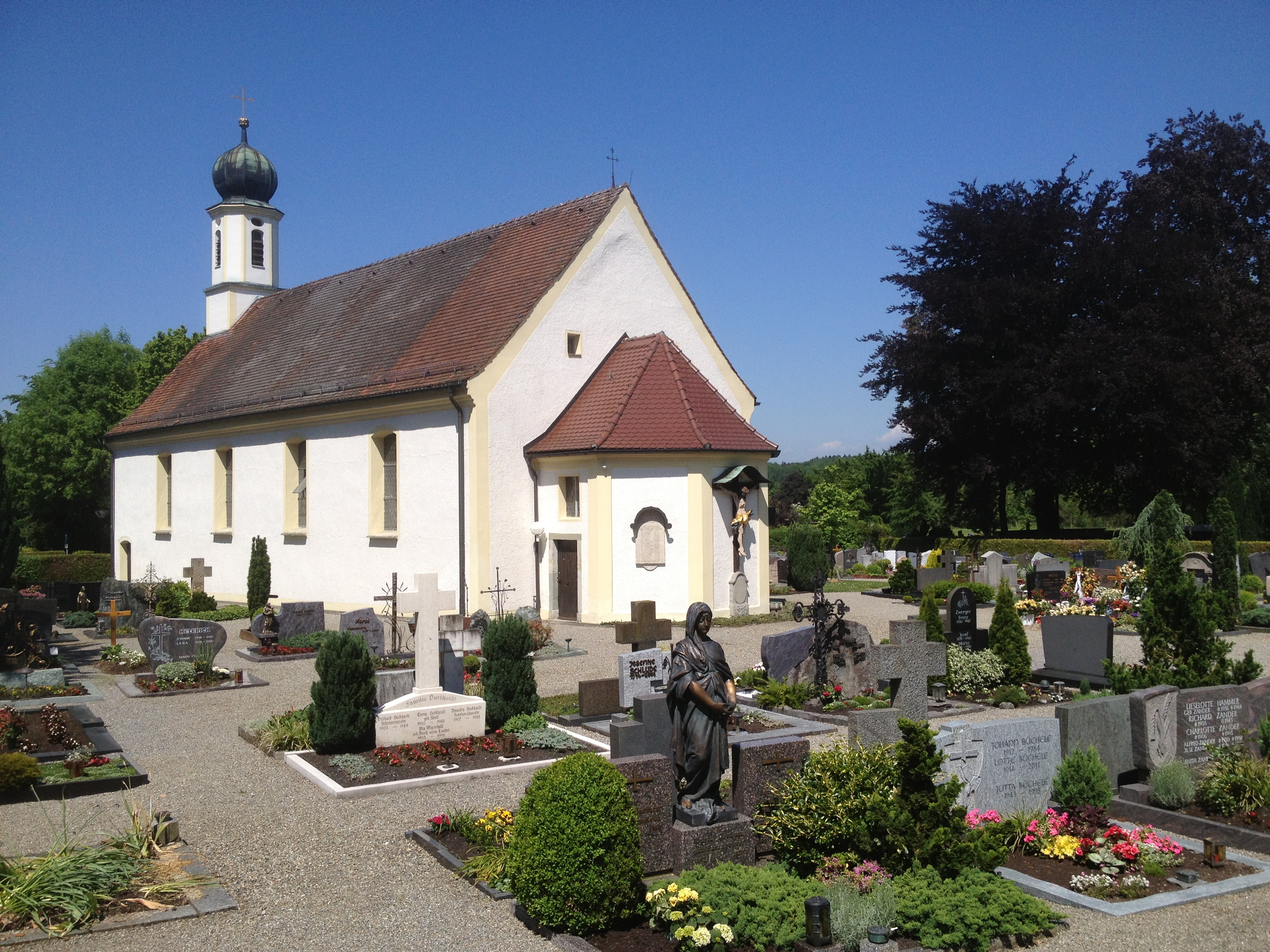
Katholische Kirche in Mariatal

Weitere katholische Kirchengemeinden gibt es in den Stadtteilen (siehe Artikel Schmalegg, Taldorf und Eschach). Alle katholischen Kirchengemeinden gehören zum Dekanat Ravensburg des Bistums Rottenburg-Stuttgart.
Dies betrifft auch ehemalige badische Exklaven (z. B. Adelsreute [Taldorf], Tepfenhart [Horgenzell] u. a.), die kirchenrechtlich formell weiterhin zum Erzbistum Freiburg gehören, das die ehemals badischen und hohenzollerischen Gebiete umfasst.
Vor der Eingemeindung der Umlandgemeinden in den 1970er Jahren gehörten etwa 70,7 % der Ravensburger der römisch-katholischen Kirche an, 25 % waren evangelisch (Stand: 1970).

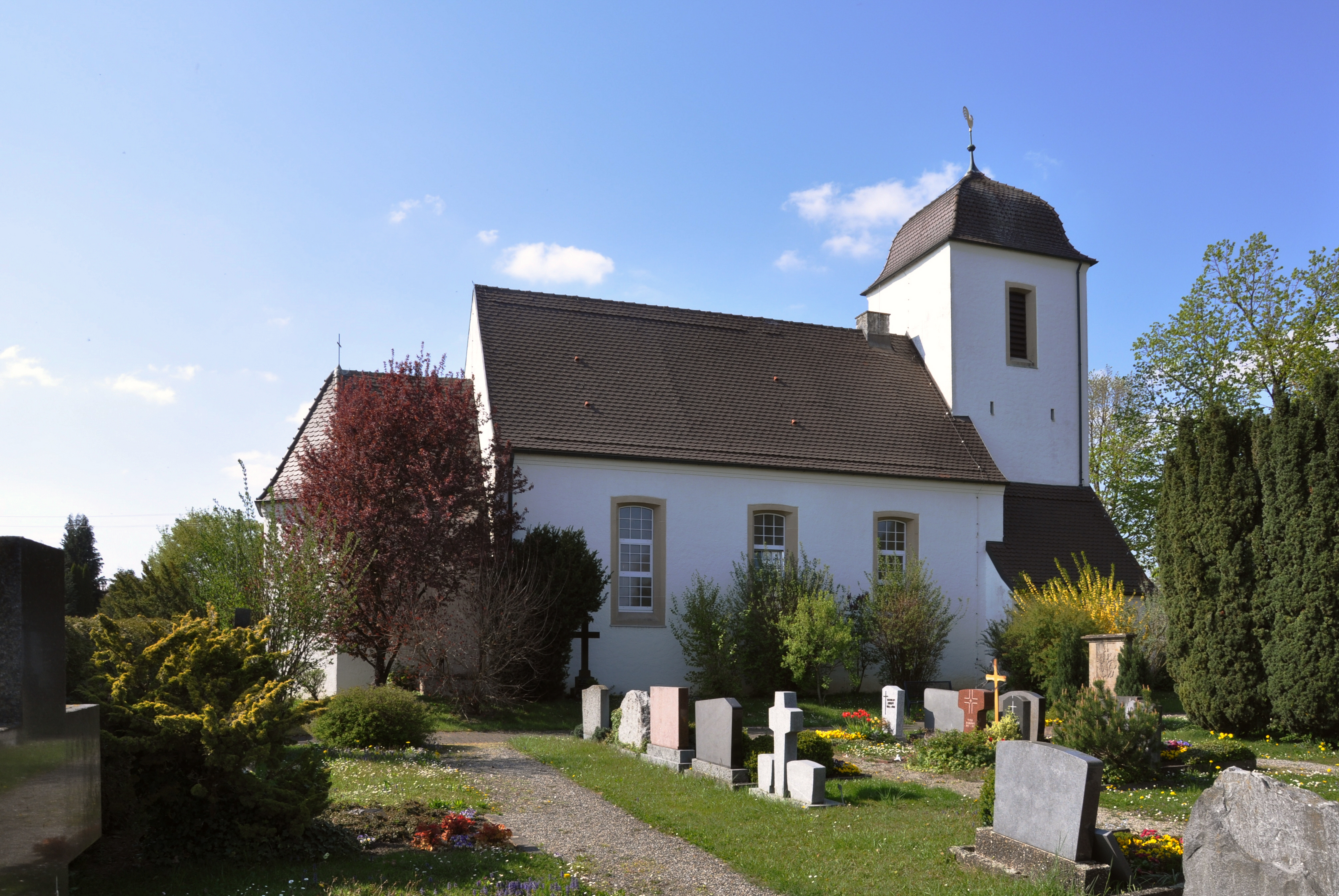
Evangelische Kirche in Bavendorf

#### Weitere evangelische Kirchen
Nach dem Zweiten Weltkrieg entstanden zwei weitere Kirchengemeinden, die Johannesgemeinde mit Kirche von 1963 für die Weststadt und die Kirchengemeinde Eschach für die südlichen Stadtteile von Ravensburg. Die drei Kirchengemeinden bilden heute die „Evangelische Gesamtkirchengemeinde Ravensburg“, zu der auch die Protestanten nahezu aller Stadtteile gehören. Lediglich Bavendorf hat noch eine eigene Kirchengemeinde; zu ihr gehören die evangelischen Christen der Ortschaft Taldorf. Die Ortschaft Schmalegg gehört zur Kirchengemeinde Wälde-Winterbach (Horgenzell). Seit Anfang 2020 sind die evangelischen Kirchengemeinden Bavendorf und Wälde-Winterbach fusioniert und bilden so die evangelische Kirchengemeinde Bavendorf-Winterbach. Alle genannten evangelischen Kirchengemeinden gehören zum Dekanat Ravensburg. Ferner gibt es in Ravensburg eine Landeskirchliche Gemeinschaft (die dem Hensoltshöher Gemeinschaftsverband e. V. mit Sitz in Gunzenhausen angehört).

#### Andere Kirchen
Neben den beiden großen Kirchen gibt es in Ravensburg auch freikirchliche Gemeinden, darunter eine Evangelisch-Freikirchliche Gemeinde (Baptistengemeinde), die BFP Freie Christengemeinde sowie die „Adventgemeinde Ravensburg“ der Siebenten-Tags-Adventisten. Auch die Neuapostolische Kirche und die Zeugen Jehovas sind in Ravensburg vertreten.

#### Pilgern
Ravensburg ist eine Station des Oberschwäbischen Jakobswegs von Ulm nach Konstanz.

#### Judentum
Von 1330 bis 1429 waren erstmals jüdische Familien als im Ort ansässig erwähnt. Sie lebten als kleine Jüdische Gemeinde gettoartig in der heutigen Grüner-Turm-Straße, die bis 1934 „Judengasse“ hieß, und erbauten 1345 eine Synagoge. Nach ihrer Vertreibung 1429 vergingen Jahrhunderte, ehe sich erst im 19. Jahrhundert wieder eine kleinere Zahl jüdischer Familien niederließ, so dass es nicht mehr zur Wiedererrichtung eines Gotteshauses kam. Unter der nationalsozialistischen Gewaltherrschaft wurden sie erneut vertrieben oder im Holocaust ermordet. Seit 1983 erinnert eine Gedenktafel an dieses Geschehen.

#### Islam

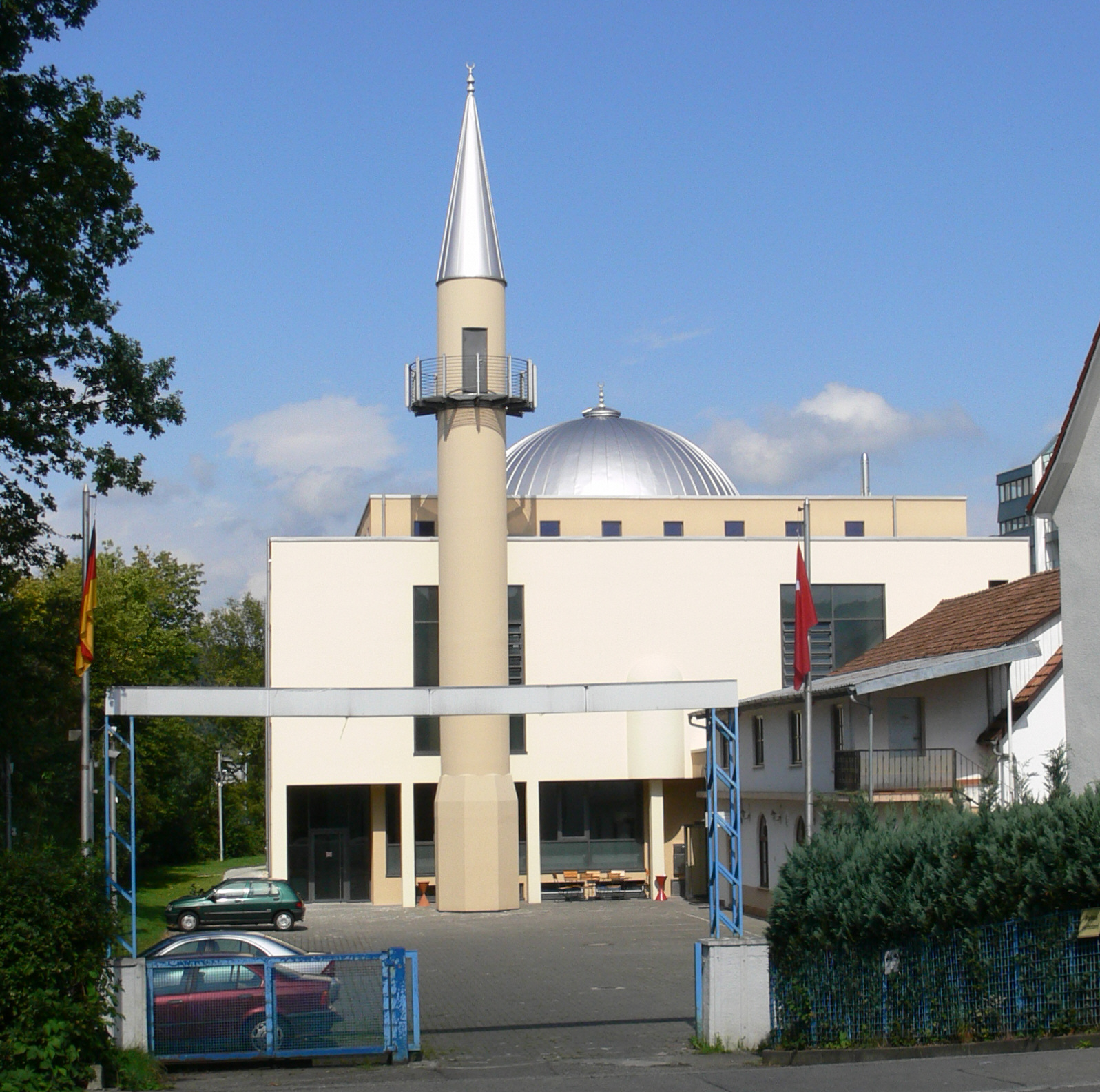
Mevlana-Moschee

In Ravensburg gibt es drei islamische Gemeinden. Die zentral in der Nordstadt (Schützenstraße) gelegene Mevlana-Moschee gehört zum DITIB-Dachverband. Sie verfügt über ein Minarett.
Daneben gibt es die Fatih Camii-Gemeinde und die bosnische Islamska Zajednica Bodensee Ravensburg e. V. (Islamische Gemeinschaft Bodensee-Ravensburg), deren Gebetsräume sich im selben, etwas abseits gelegenen Gebäude (Höll 19) befinden.
Außerdem gibt es eine aktive alevitische Gemeinschaft.

#### Buddhismus

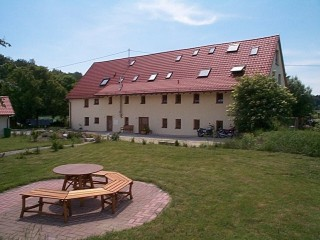
Buddhistisches Zentrum

Das Buddhistische Zentrum Ravensburg wurde unter diesem Namen 1991 in Baienfurt gegründet. Im Jahr 1995 erfolgte der Umzug nach Weingarten. Seit dem Frühjahr 2000 wird der Buddhismus in der Ravensburger Weststadt gemäß der Tradition des Diamantweges der Karma-Kagyü-Linie praktiziert. Das Zentrum ist eines von über 600 Zentren weltweit und steht unter der spirituellen Leitung von Trinley Thaye Dorje und Ole Nydahl. 2008 wurde in der Ortschaft Untereschach ein weiteres buddhistisches Angebot eröffnet: das Kloster Viên Đức, eine Einrichtung der Congregation der Vereinigten Vietnamesischen Buddhistischen Kirche (CVBK).

### Theater

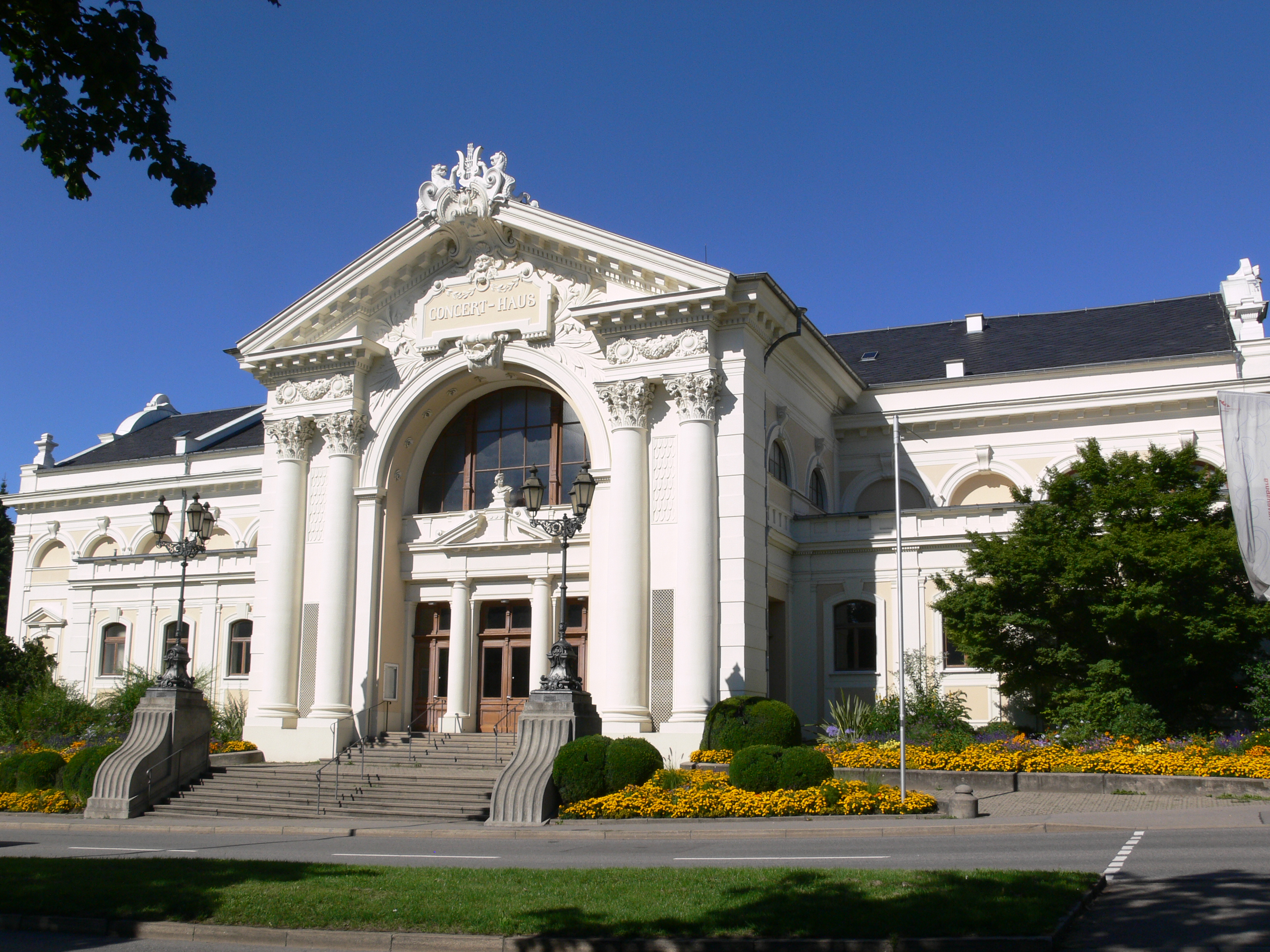
Konzerthaus

Das Konzerthaus Ravensburg, erbaut 1896–1897 vom Wiener Büro Fellner & Helmer, ist mit 574 Plätzen das größte Theater in Ravensburg. Es wird regelmäßig für Gastspiele, Konzerte und Aufführungen lokaler Kulturträger genutzt.
Die älteste Theatertradition in Ravensburg hat das Rutentheater, bei dem Ravensburger Schüler seit 1821 jedes Jahr Märchenaufführungen präsentieren. Die Aufführungen finden ebenfalls im Konzerthaus statt.
Kleiner besetzte klassische Konzerte (Solokonzerte, Kammermusik) finden in Ravensburg normalerweise im mittelalterlichen Schwörsaal im Waaghaus in der Stadtmitte oder im barocken Festsaal des Klosters Weißenau im Ortsteil Weißenau statt.
Das 1987 begründete Theater Ravensburg spielt seit den 1990er Jahren mit eigenem Ensemble in fester Spielstätte (mit etwa 150 Sitzplätzen) in der Nordstadt. Auf dem Programm stehen hauptsächlich selbst produzierte Schauspiele und Kabarettprogramme.
Die Kleinkunstbühne Zehntscheuer präsentiert seit 1983 in einer renovierten Fachwerkscheune in der Innenstadt Theater, Musik, Kabarett und Comedy.
Das Figurentheater Ravensburg im Keller des Alten Theaters (rund 70 Sitzplätze) in der Innenstadt spielt Puppentheater für Kinder und Erwachsene.
Für größere Kulturveranstaltungen stehen im gemeinsamen Oberzentrum Ravensburg/Weingarten/Friedrichshafen das Kultur- und Kongresszentrum in Weingarten (bis zu 900 Plätze) und das Graf-Zeppelin-Haus (bis zu 1300 Plätze) in Friedrichshafen zur Verfügung; für noch größere Veranstaltungen wie etwa Rock- und Popkonzerte wird die Oberschwabenhalle in Ravensburg (erbaut 1959) genutzt. Bis zu deren Schließung 2020 war auch die ZF-Arena Friedrichshafen eine Alternative.

### Sport
Der größte Sportverein in Ravensburg ist die Sektion Ravensburg des Deutschen Alpenvereins mit 10.176 Mitgliedern (Stand: 31. Dezember 2024). Der TSB Ravensburg besitzt fast 4000 Mitglieder, die in zahlreichen Sportarten aktiv sind.
Den größten Zuschauerzuspruch der Ravensburger Sportvereine hat die Profimannschaft des EV Ravensburg (seit 2010 Ravensburg Towerstars), die seit der Saison 2007/08 in der zweiten Eishockey-Liga spielt und 2011 sowie 2019 Meister dieser Liga wurde.
- Der TC Ravensburg spielte die Saison 2023 mit der ersten Herrenmannschaft in der Bezirksoberliga und mit der ersten Damenmannschaft in der Verbandsliga.
- Der FV Ravensburg stieg 2013 in die Fußball-Oberliga Baden-Württemberg (die fünfthöchste Spielklassenebene) auf.
- Der ESV Ravensburg, Abteilung Kegeln, spielt seit der Saison 2023/24 in der 2. Bundesliga.
- Die Ravensburg Razorbacks spielen seit 2020 in der German Football League.
- Die Stadt veranstaltet seit 2004 jährlich ein Radrennen durch die Innenstadt von Ravensburg. Bekannte Rennfahrer wie Jens Voigt (Gewinner 2004), Jan Ullrich (Gewinner 2005), Stefan Schumacher (Gewinner 2006), Matthias Kessler, David Kopp und Linus Gerdemann nahmen bereits an diesem Rennen teil.
- Die Judokas des TSB Ravensburg wurden 2023 Meister in der Baden-Württemberg-Liga.
- Der Ravensburger BC spielte von 2013 bis 2016 in der 1. Bundesliga Dreiband.
- Die TSB Ravens (TSB Ravensburg – Abteilung Rugby) spielten in der Saison 2017/18 in der Regionalliga Bayern.[64]
- Das KJC Ravensburg, unter der Leitung von Günter Mohr, hat viele erfolgreiche Sportler, darunter Weltmeister, Europameister und Olympiateilnehmer, im Bereich Karate und Judo hervorgebracht. Besonders hervorzuheben ist Anna-Maria Wagner, die bei den Olympischen Spielen 2024 die deutsche Fahnenträgerin war.

### Regelmäßige Veranstaltungen

#### „Rutenfest“

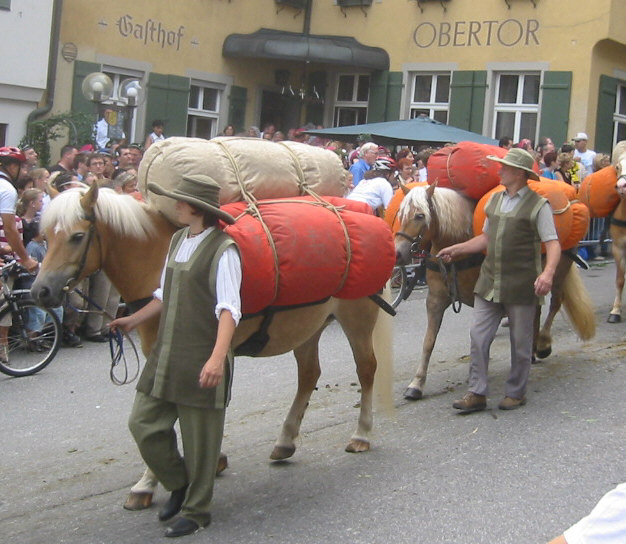
Darstellung eines Transports der mittelalterlichen Großen Ravensburger Handelsgesellschaft beim Rutenfestzug

Das fünftägige, zum Schuljahresende im Sommer stattfindende, Rutenfest ist ein seit dem 17. Jahrhundert belegtes traditionelles Volksfest, in das die Einwohner (auch ehemalige) viel Engagement stecken. Trommelgruppen und Fanfarenzüge trommeln Stadtbewohner, Freunde und Förderer an, so dass tagelang allgegenwärtiger Trommelklang zu hören ist. Die Stadt ist mit Flaggen geschmückt, viele private Gartenfeste ergänzen das offizielle Programm.
Die Rutenfestkommission Ravensburg veranstaltet in Zusammenarbeit mit den Schulen und der Stadtverwaltung Programmpunkte, die auch viele Besucher aus der Region anziehen. Höhepunkte des Rutenfests sind
- der Frohe Auftakt in der Altstadt mit ca. 30.000 Besuchern
- die Vorstellungen des von Schülern dargebotenen Rutentheaters (seit 1821 als Schülertheater belegt)
- der Historische Rutenfestzug durch die historische Altstadt Ravensburgs mit ca. 5.500 Mitwirkenden
- verschiedene Schießwettbewerbe, als deren bedeutendster das Adlerschießen gilt (seit 1823 belegt), ein Armbrustschießen für männliche Gymnasiasten mit der Armbrust auf einen hölzernen Reichsadler. Parallel hierzu gibt es seit 2003 auch einen Schießwettbewerb für Gymnasiastinnen. Außerdem gibt es ein Bogenschießen der Realschüler und ein Armbrustschießen der Hauptschüler (Wappenschießen). Alle fünf Jahre wird für ehemalige Ravensburger Gymnasiasten das Altenschießen veranstaltet.

#### Fasnet

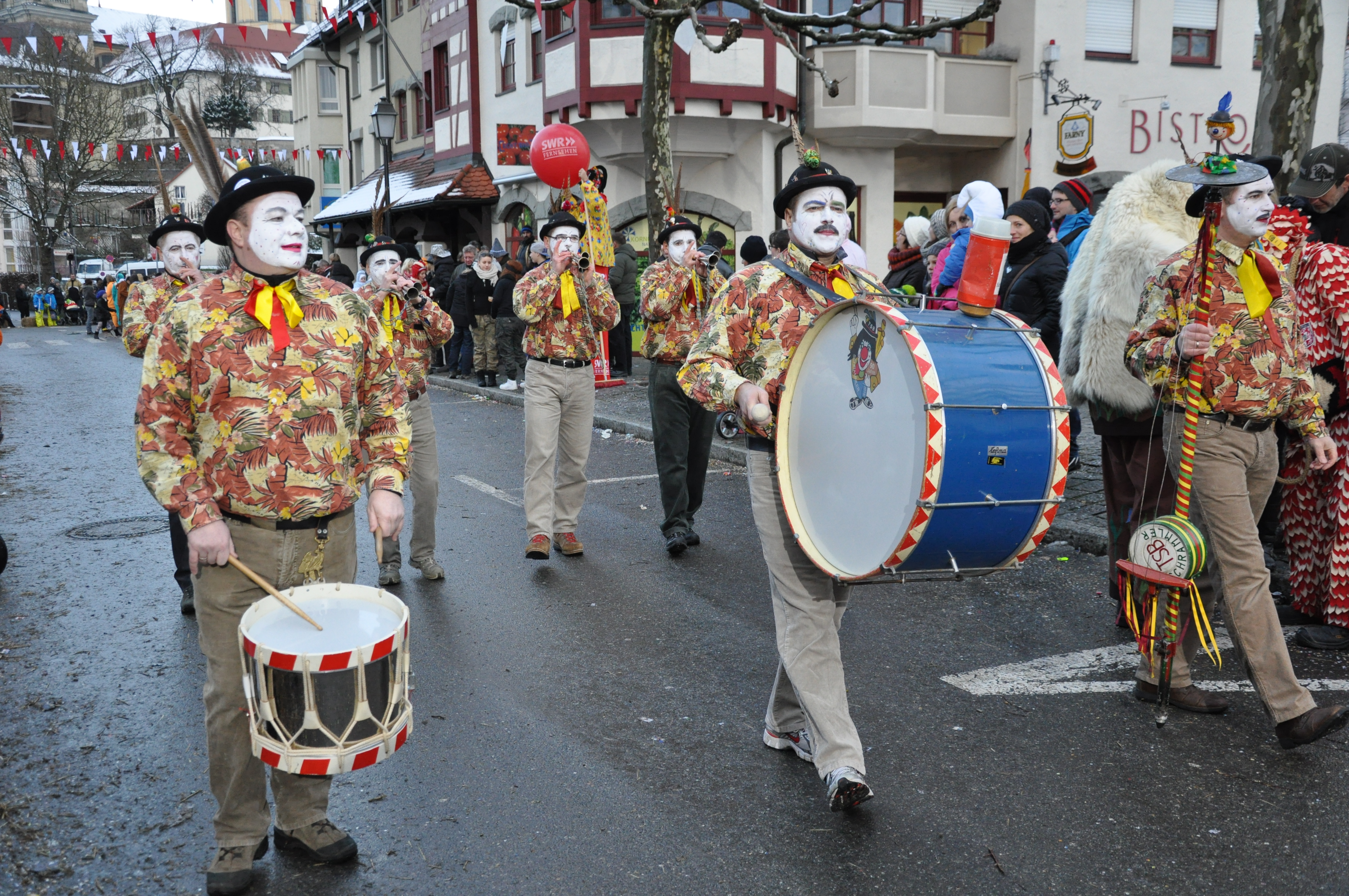
TSB-Schrammler

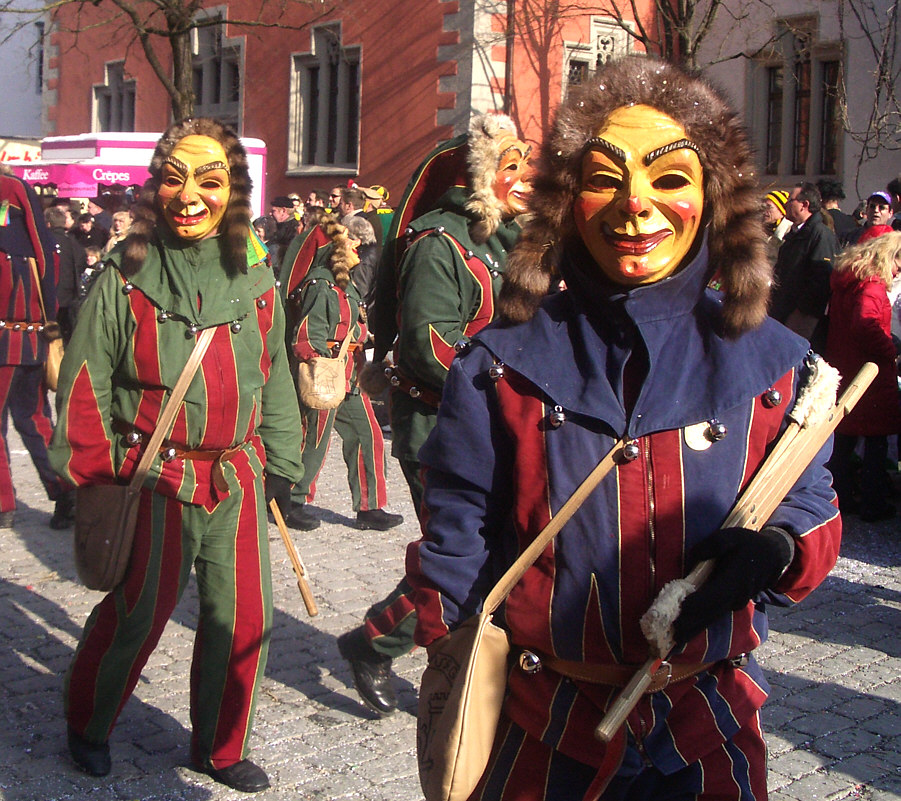
Papierkrattler der Schwarze-Veri-Zunft

In der Reichsstadt Ravensburg wurden mittelalterliche Fastnachtsbräuche mit Einführung der Paritätsverfassung 1648 abgeschafft.
1908 wurde die Fasnetsgesellschaft Milka e. V. gegründet, die sich auf karnevalistische Saalveranstaltungen konzentriert. Der Name ist auf eine unpopuläre Milchpreiserhöhung zurückzuführen und steht für den Spottnamen „Milch-Kommandit-Aktien-Gesellschaft“. Unter diesem Motto fand damals ein Umzug statt, auf dem der ganze Produktionszweig von Milch, Butter und Käse in origineller Aufmachung dargestellt wurde.
Die zweitälsteste noch bestehende Fastnachts-Gruppierung in Ravensburg sind die TSB-Schrammler, ein 1925 gegründeter Spielmannszug des Turn- und Sportbunds.
Seit den 1970er Jahren wird in Ravensburg auch die schwäbisch-alemannische Fasnet gefeiert. Treibende Kraft ist die Schwarze Veri Zunft, die nach dem Schwarzen Veri, einem Räuber des 19. Jahrhunderts, benannt wurde, mit ihren Narrenfiguren Räuber, Hexenliesel und Papierkrattler (eine Figur, die auf die frühe Papiermacherei in Ravensburg ab 1402 Bezug nimmt und die angebliche Hochnäsigkeit der Papiermacher karikiert). Hauptanziehungspunkt ist der große Narrensprung am Fasnetsmontag, an dem auch viele Zünfte der Umgebung teilnehmen. Die Schwarze-Veri-Zunft ist Mitglied des Alemannischen Narrenrings. In allen Ravensburger Teilorten gibt es ebenfalls Narrenzünfte.

#### Andere regelmäßige Veranstaltungen
Die Oberschwabenschau ist eine jährlich im Oktober stattfindende, traditionelle regionale Produktmesse mit landwirtschaftlichem Schwerpunkt. Sie fand erstmals im September 1961 statt. 2009 hatte die neun Tage dauernde Ausstellung 92.000 Besucher.
Neuere jährliche Veranstaltungen sind das Spielefest Ravensburg spielt, der Stadtlauf Ravensburg läuft, das Jazzfestival Jazz in town und die Inlineveranstaltung Ravensburg rollt.
Seit 1998 findet jährlich Ende September in mehr als 20 Galerien die Ravensburger Kunstnacht statt.
Das Karate-Sommercamp des KJC Ravensburg mit über 1000 Gästen aus dem In- und Ausland findet seit 1982 jährlich im Karate-Bundesleistungszentrum Ravensburg statt.

#### Preise
Gemeinsam mit der Nachbarstadt Weingarten ehrt die Stadt Ravensburg seit 1977 Künstler und Wissenschaftler mit dem „Kulturpreis der Städte Ravensburg und Weingarten“. Seit 1989 vergibt die Stadt den Kleinkunstpreis „Ravensburger Kupferle“. Der „Ravensburger Medienpreis“ ist eine Auszeichnung der Stiftung Ravensburger Verlag.

## Wirtschaft und Infrastruktur

### Verkehr

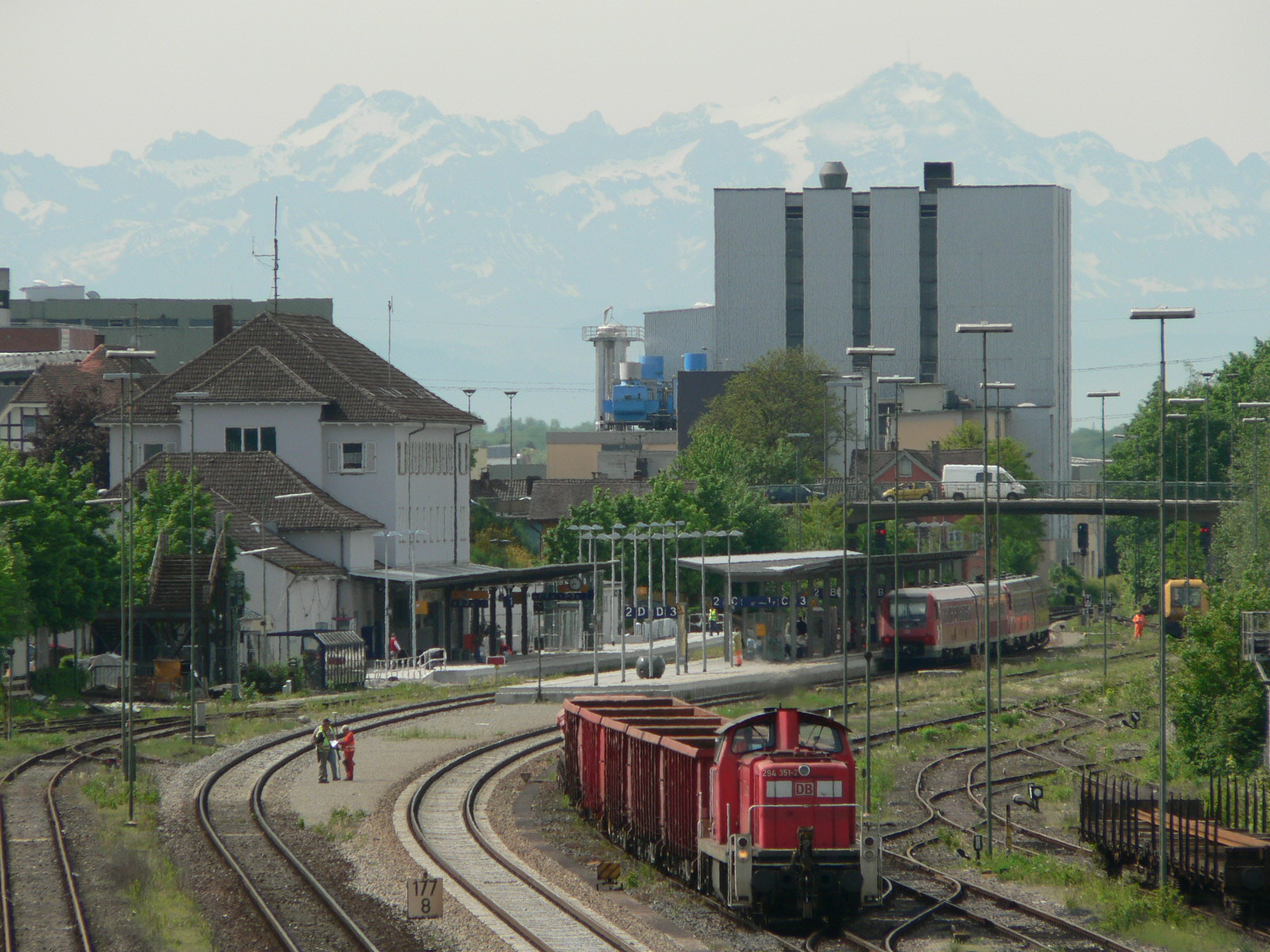
Bahnhof Ravensburg vor der Elektrifizierung

#### Straßen
Ravensburg liegt an einem Kreuzungspunkt der Bundesstraßen 30, 32 und 33 etwa 15 km nördlich von Friedrichshafen.
Die nächsten Autobahnzugänge liegen bei Ulm (A 7, A 8), A 98 bei Stockach-Ost und bei Wangen (A 96).

#### Eisenbahn
Ravensburg hat schon seit 1847 einen Bahnhof an der Bahnstrecke Ulm–Friedrichshafen, der neben den Fernzügen der DB Fernverkehr und den Regionalzügen der DB Regio seit 1993 auch von der Bodensee-Oberschwaben-Bahn bedient wird:
| Linie                    | Strecke | Frequenz    |
| ------------------------ | --- | ----------- |
| RJX 32                   | Frankfurt – Darmstadt – Heidelberg – Stuttgart – Ulm – Ravensburg – Friedrichshafen – Lindau – Innsbruck – Salzburg – Linz – Wien                                              | ein Zugpaar |
| ICE 32                   | Dortmund – Hagen – Wuppertal – Köln – Koblenz – Mainz – Mannheim – Heidelberg – Stuttgart – Ulm – Ravensburg – Friedrichshafen – Lindau-Reutin – Bregenz – Innsbruck           | ein Zugpaar |
| ICE 32                   | Innsbruck – Bregenz – Lindau-Reutin – Friedrichshafen – Ravensburg – Ulm – Stuttgart – Heidelberg – Mannheim – Mainz – Koblenz – Köln – Düsseldorf – Essen – Bochum – Dortmund | ein Zugpaar |
| RE 3                     | Ulm – Biberach – Aulendorf – Ravensburg – Friedrichshafen – Lindau | stündlich   |
| RE 5                     | Stuttgart – Esslingen – Plochingen – Göppingen – Ulm – Laupheim West – Biberach – Aulendorf – Ravensburg – Friedrichshafen                                                     | stündlich   |
| RB 91                    | Aulendorf – Ravensburg – Meckenbeuren – Friedrichshafen Hafen | stündlich   |
| Stand: 15. Dezember 2024 | |             |

Die Südbahn, die durch Ravensburg führt, ist seit 2021 elektrifiziert. Bis dahin zählte die Strecke zu den wenigen zweigleisigen Strecken, die noch nicht elektrifiziert waren.
Ravensburg gehört dem Bodensee-Oberschwaben Verkehrsverbund (bodo) an, darin integriert ist der Sondertarif für den Stadtbus Ravensburg Weingarten.

#### Omnibusverkehr
Der regelmäßige Öffentliche Nahverkehr im Raum Ravensburg-Weingarten wird durch die Deutsche-Bahn-Tochter Regionaler Busverkehr Alb-Bodensee (RAB) betrieben, im Auftrag der Stadtbus Ravensburg-Weingarten GmbH (ab 2027: Verkehrsbetriebe Schussental GmbH). Umlandlinien werden durch verschiedene regionale Busbetreiber angeboten. Zentrale Verknüpfungspunkte sind der Zentrale Omnibus-Bahnhof am Bahnhof Ravensburg, Frauentor und der Marienplatz.

#### Radverkehr
Durch Alltagsrouten aus dem Radnetz Baden-Württemberg ist Ravensburg
- über die Stadtteile Weingartshof, Torkenried, Sickenried, Oberhofen und Obereschach und über Meckenbeuren mit Friedrichshafen und
- mit Weingarten und weiter
  - über Baienfurt und Baindt mit Bad Waldsee und
  - über Baienfurt-Rainpadent, Baindt-Schachen, Wolpertswende (Ortsteile Mochenwangen und Wolpertswende) und Altshausen mit Bad Saulgau verbunden.

Ravensburg ist Mitglied der AGFK (Arbeitsgemeinschaft Fahrrad- und Fußverkehrsfreundlicher Kommunen) in Baden-Württemberg und hat die „Qualitätsstufe“ für eine fahrradfreundliche Kommune erreicht.

#### Ehemalige Straßenbahn
Im Jahre 1888 wurde eine 4,2 km lange dampfgetriebene Straßenbahnstrecke (Spurweite 1000 mm) zwischen Ravensburg und Weingarten eröffnet. Sie wurde 1910 elektrifiziert und 1911 durch eine 2,4 km lange Strecke bis Baienfurt erweitert. Am 23. Februar 1959 wurde die Strecke Ravensburg–Weingarten stillgelegt, im Juni 1959 folgte die Reststrecke Weingarten–Baienfurt.
Der ehemalige Betriebshof der Straßenbahn wird heute für die Busse der RAB genutzt. Einzelne Baulichkeiten der Straßenbahn (insb. Frauentorkiosk) sind noch im Stadtbild erkennbar.

#### Flughafen
Der nächstgelegene Verkehrsflughafen ist in Friedrichshafen.

### Fernmeldewesen

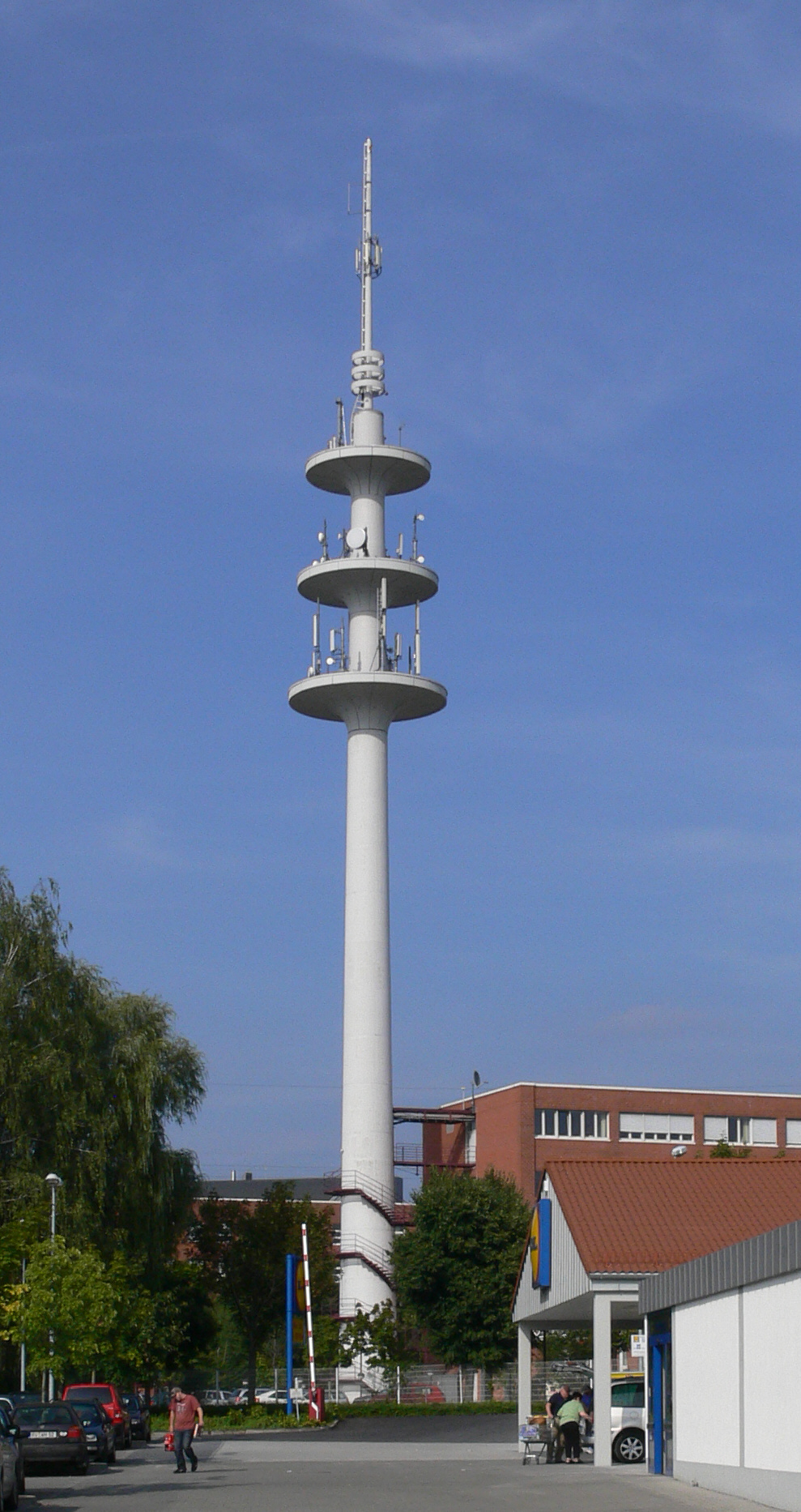
Fernmeldeturm

Ravensburg hat seit 1990 auch einen eigenen 84 Meter hohen Fernmeldeturm (Geographische Koordinaten: 47° 47′ 40″ N, 9° 37′ 22″ O). Er ist im Unterschied zu zahlreichen Fernmeldetürmen ähnlicher Höhe kein Typenturm, sondern ein Sonderturm.

### Ansässige Unternehmen
Der Name der Stadt ist nicht zuletzt durch die ansässige Firmengruppe Ravensburger AG weltbekannt geworden. International verbreitet sind besonders die Produkte der Ravensburger Spieleverlag GmbH und ihrer zahlreichen Schwesterunternehmen, die u. a. Gesellschaftsspiele und Puzzles herstellen, der vor allem für Kinder- und Jugendbücher bekannte Ravensburger Verlag sowie das „Ravensburger Spieleland“ (in der Nachbargemeinde Meckenbeuren).
Tekrum ist ein Hersteller von „Premium-Gebäck-Spezialitäten“. Das 1897 von Theodor Krumm gegründete Unternehmen war bis 1997 ein Familienbetrieb. Seit Januar 2017 gehört Tekrum vollständig zum Kambly-SA-Konzern.
OMIRA (Oberland Milchverwertung Ravensburg GmbH) ist Hersteller von Milchprodukten aller Art, die zum Teil in ganz Deutschland und Teilen Europas erhältlich sind. Letzteres trifft insbesondere auf die unter der Marke MinusL vertriebene laktosefreie Milch zu. Das Unternehmen ist seit 2017 Teil der Lactalis-Gruppe.
Die Mönchmühle, eine Handwerksmühle am Rande der Altstadt, spezialisiert auf die Herstellung hochwertiger Mehle für Bäckereien und Haushalte aus Weizen, Dinkel und Roggen.
Ansonsten ist die Region stark vom Maschinenbau geprägt, der sich aus der ausgeprägten Mühlentradition (Korn-, Papier-, Säge- und andere Mühlen) und dem Bedarf der frühindustriellen Papier- und Textilindustrie entwickelt hat. Wichtigste Vertreter dieser Branche in Ravensburg sind die heute zu Voith bzw. Andritz AG gehörenden Unternehmen, die aus dem 1856 eröffneten Betrieb des Schweizer Escher-Wyss-Konzerns (seit 1969 Sulzer) hervorgegangen sind. Weitere Maschinenbauunternehmen sind u. a. die Maschinenfabrik Arnold GmbH & Co, die LCM-Schokoladenmaschinen GmbH, die Rugel Maschinenfabrik GmbH & Co. KG und die Schuler Konstruktionen GmbH & Co. KG.
Erwähnenswert sind außerdem die Automobilzulieferer-Firmengruppe EBZ (Engineering Bausch & Ziege GmbH), die 2008 die ThyssenKrupp Drauz Nothelfer GmbH von der ThyssenKrupp Technologies übernommen hat (firmiert neu als EBZ SysTec), die Verpackungshersteller Paccor Packaging Solution (früher Zach Verpackungen), der in den 1980ern von der Autobar Gruppe übernommen, weiter an die Veriplast Gruppe veräußert und später in die Paccor Gruppe eingebracht wurde, und Moosmann & Co., die 1995 von Robert Bosch übernommene Werkzeugfabrik Hawera Probst und das aus einer traditionsreichen Ravensburger Apotheke hervorgegangene Pharmaunternehmen Vetter Pharma.
Auch Unternehmen aus dem Bereich erneuerbaren Energien sind in Ravensburg ansässig, wie etwa die Mage Solar AG, ein internationaler Anbieter von Systemkomponenten für Photovoltaikanlagen auf Wohn-, Gewerbe- und Nutzgebäuden sowie auf Freiflächen. Die Firmen der Solpower-Gruppe, insbesondere die Solpower AG und die Pro Solar Solarstrom GmbH, sind bedeutende Anbieter von photovoltaischen Anlagen unter eigenem Markennamen. Auch thermische Solaranlagen werden von verschiedenen kleineren Unternehmen projektiert; die in diesem Bereich zeitweise bedeutende Pro Solar Energiesysteme GmbH gehört mittlerweile zur General Solar Systems Deutschland GmbH in Regensburg und hat einen Großteil der Arbeitsplätze dorthin verlagert.
Das hier ansässige Munzinger-Archiv bietet recherchierte, verifizierte und grundlegende Daten für die alltägliche Arbeit in journalistischen Redaktionen, Verlagen, Sendern oder für sonstige Interessenten auf der ganzen Welt. Die kostenpflichtige Datenbank umfasst Personen, Länder, Sport, Chronik, Pop, Gedenktage, Film, KLG (ein kritisches Lexikon zur deutschsprachigen Gegenwartsliteratur), KDG (Komponisten der Gegenwart). Der Zugriff ist über das Online-Portal, über CD-ROM oder die klassische Loseblattsammlung möglich.
Die WeltPartner eG (ehemals dwp eG bzw. Dritte-Welt Partner) wurde 1988 von mehreren Weltläden in der Region Oberschwaben gegründete und ist mittlerweile Deutschlands zweitgrößter unabhängiger Importeur von Fairhandels-Produkten. Die Genossenschaft vertreibt die Waren außerhalb des eigenen Webshops über Weltläden, Regionalverteiler, Großverbraucher und den Naturkosthandel in Deutschland und im nahen Ausland.
Für Informationen zum Rundfunksender „Ravensburg“ siehe: Sender Ravensburg (Wilhelmskirch)

### Ehemals ansässige Unternehmen
Die Maschinenfabrik Ravensburg bestand von 1866 bis 1998.
In den 1920er Jahren erlangte die Firma Hermann Spohn mit exklusiven Karosserien, die meist auf Maybach-Fahrgestelle montiert wurden, einiges Ansehen. Verschiedene Mitglieder der Industriellenfamilie Spohn – tätig in der Textil-, Maschinenbau- und Baubranche – traten in Ravensburg seit Ende des 19. Jahrhunderts als großzügige Spender auf. Julius Spohn stiftete u. a. das Konzerthaus und das Gebäude für das humanistische Gymnasium, heute Spohn-Gymnasium. Auf dem Hauptfriedhof hat die Familie eines der aufwendigsten Familiengräber.
Bis 2013 war das Unternehmen Carthago, ein bekannter Hersteller von Wohnmobilen, im Teilort Schmalegg ansässig.

### Landwirtschaft

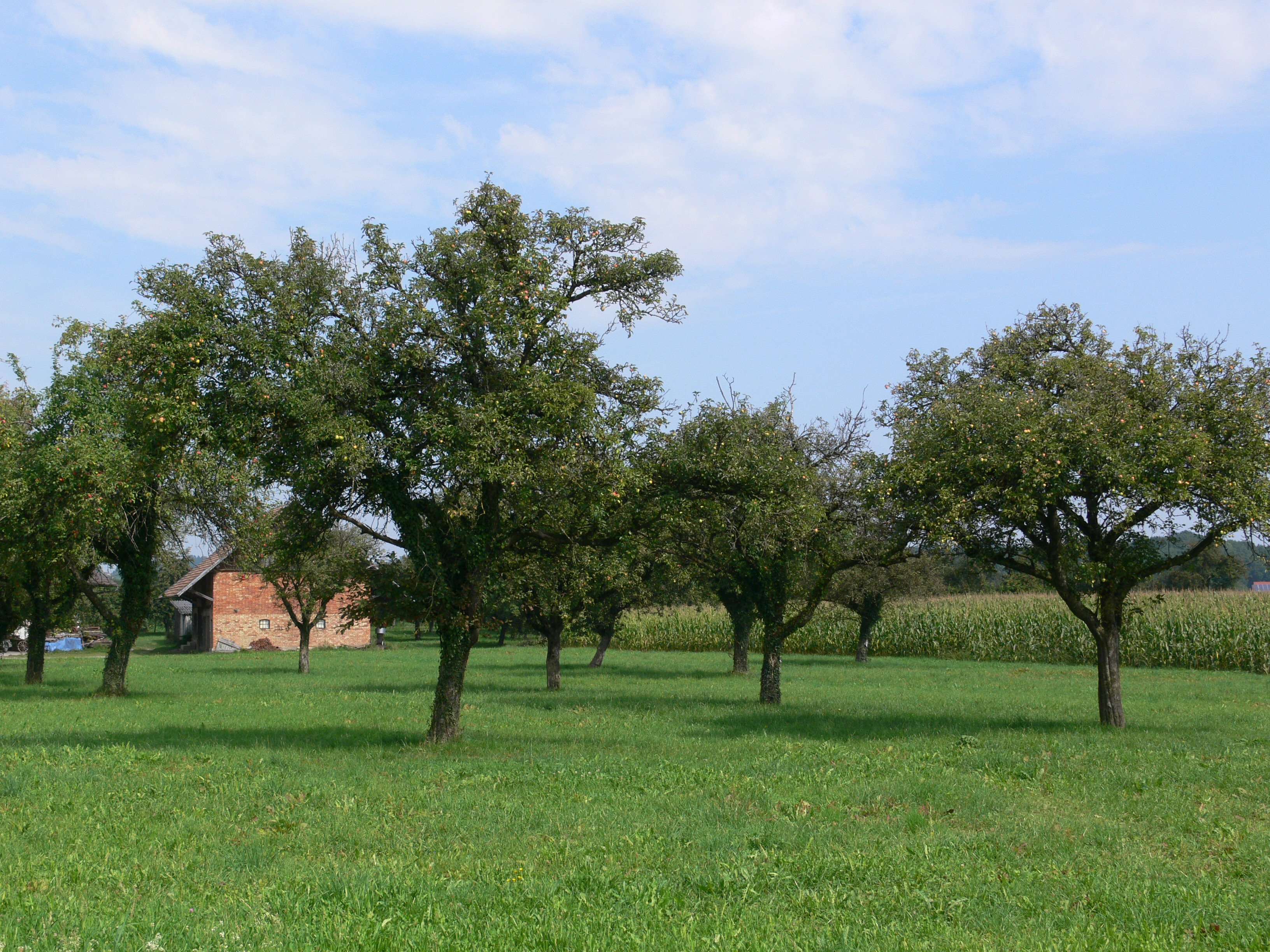
Streuobstwiese im Ortsteil Eggartskirch (Ortschaft Taldorf)

Im Mittelalter wurde an den Hängen des Schussentals Wein angebaut. Ein Großteil der Rebflächen südlich der Stadt unterhalb Sankt Christina bis nach Weingartshof waren im Besitz des Klosters Weißenau, teilweise auch an Ravensburger Bürger verpachtet, während die Flächen im Rauenegg östlich der Stadt im Eigentum Ravensburger Bürger waren.
Nach einigen klimatisch schlechten Jahren Ende des 18. Jahrhunderts richtete das Kloster Weißenau im Kirchsprengel Sankt Christina oberhalb der Weinberge eine Bierbrauerei ein. Im Laufe des 19. Jahrhunderts folgten weitere schlechte Jahre. Außerdem verdrängten wohl Importweine den einheimischen Wein, der wegen ungenügender Ausbaumethoden qualitativ nicht mithalten konnte. So wurden im Laufe des 19. Jahrhunderts die meisten Rebgärten aufgegeben. Inwieweit die sich damals ausbreitende Reblaus oder der zunehmende Bierkonsum auch eine Rolle spielten, ist nicht geklärt. Große Teile der Flächen am Rauenegg wurden Anfang des 19. Jahrhunderts wertvolles Bauland; im Bereich Sankt Christina existierte noch bis ca. 1960 ein privat betriebener Weinbaubetrieb.
Auf den weniger steilen Flächen wurden teils Obstgärten und Streuobstwiesen angelegt, in Stadtnähe wurden einige Flächen auch in Sommerfrischen und Schrebergärten umgewandelt. Seit rund 30 Jahren wird vereinzelt wieder Wein angebaut. Die Stadt Ravensburg betreibt einen Weinberg mit den Sorten Müller-Thurgau und Spätburgunder am Rauenegg; außerdem gibt es einen gemeindeeigenen Weinberg in der Ortschaft Taldorf. Die Flächen zählen zum Bereich Württembergischer Bodensee des Anbaugebiets Württemberg.
Daneben war Ravensburg in früheren Jahrhunderten für seine Leinenproduktion bekannt; zum Rösten des Flachses wurde am Flappach (Stadtbach) oberhalb der Stadt in Ittenbeuren eine große Anzahl kleiner Teiche angelegt, die heute als Fischteiche genutzt werden.
Heute herrschen vor allem im Süden und Westen der Stadt Obstbau und Hopfengärten vor. Das Kompetenzzentrum Obstbau-Bodensee im Ortsteil Bavendorf betreibt Grundlagenforschung sowie anwendungsorientierte Untersuchungen und Beratung von Landwirten.
Daneben spielt in der Region Milchwirtschaft noch eine gewisse Rolle, besonders in den tieferen und stadtnahen Lagen geht deren Bedeutung aber immer weiter zurück. Fast ganz verschwunden aus der Landschaft ist der früher für Oberschwaben so typische Getreideanbau (vor allem Dinkel, aber auch Gerste und Weizen); auf dem Rahlenhof jedoch wird heute sogar Bio-Braugerste angebaut.
Die Region zeichnet sich überhaupt durch einen hohen Anteil von Demeter- und Biolandbetrieben aus.

### Medien
Die Schwäbische Zeitung hat in Ravensburg ihren Sitz und betreibt dort auch eine Lokalredaktion. Hinzu kommen die Anzeigenblätter Stadtkurier und Südfinder vom Medienhaus Schwäbischer Verlag GmbH & Co. KG (Schwäbische Zeitung). Diese erscheinen längst nicht mehr nur im Stadtgebiet Ravensburg. Zusätzlich ist das vom Südkurier Medienhaus herausgegebene Ravensburger Stadtmagazin in der Stadt ansässig.
Bekannt ist der Ravensburger Spieleverlag Otto Meier bzw. der Ravensburger Kinderbuchverlag Otto Meier.
In Ravensburg befinden sich außerdem Sendestudios der Radiosender Radio 7 und SWR4 Baden-Württemberg sowie ein Studio des Regionalfernsehsenders Regio TV Bodensee.
In der Gartenstraße war der Verlag Schwäbischer Bauer ansässig, der ein Verbandsorgan für den Landwirtschaftsbund Südwürttemberg-Hohenzollern und verschiedene Agrar-Fachpublikationen herausgab. Er ist mittlerweile im Besitz der Eugen Ulmer-Verlagsgruppe Stuttgart.
Das Munzinger-Archiv (siehe „ansässige Unternehmen“) wird als Personen-Datenbank von Verlagen und Journalisten bundesweit genutzt.

### Justiz

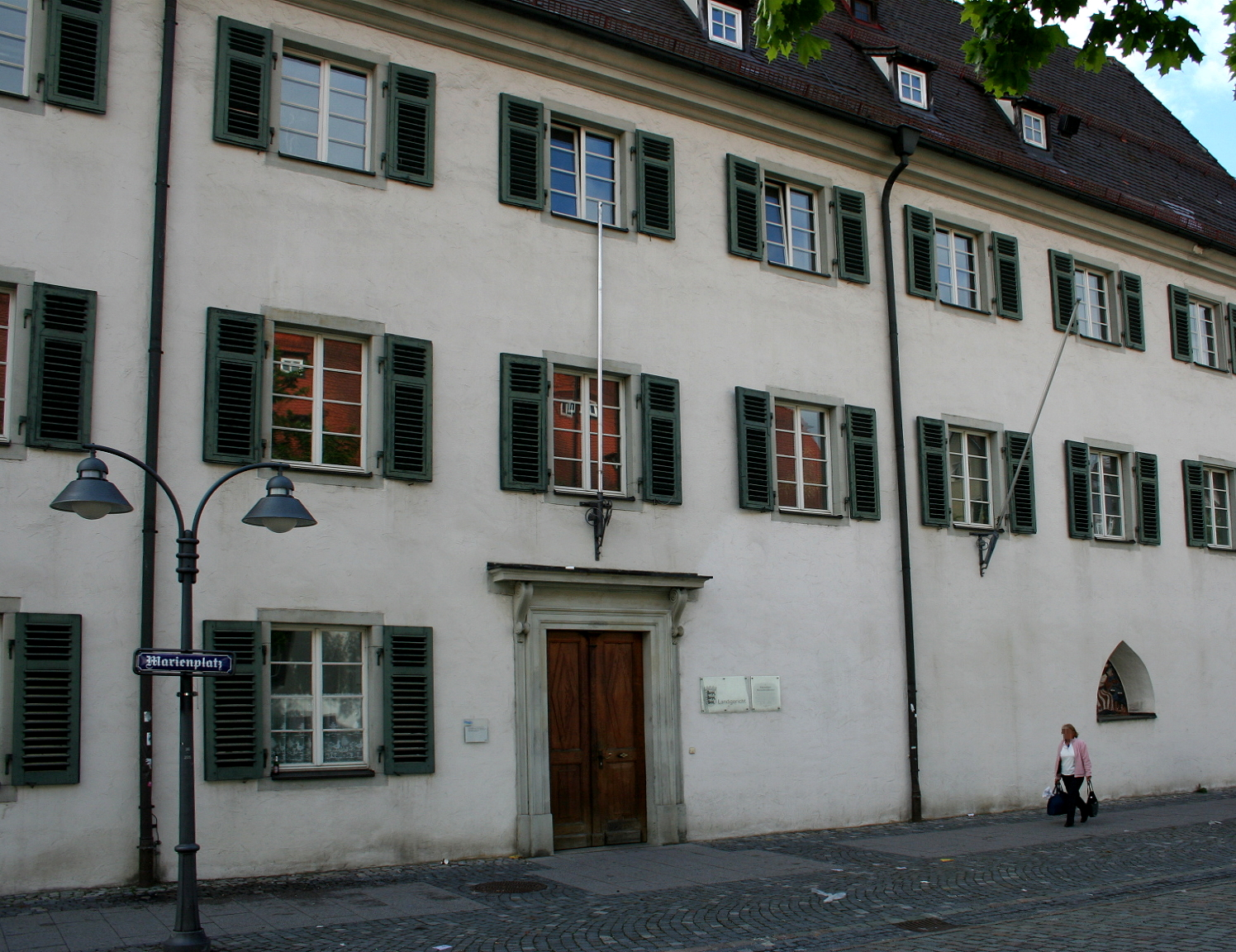
Gebäude des Landgerichts

Ravensburg ist Sitz des Amtsgerichts Ravensburg, des Landgerichts Ravensburg, verschiedener Kammern des Arbeitsgerichts Ulm, des Polizeipräsidiums Ravensburg, der Staatsanwaltschaft Ravensburg sowie der Justizvollzugsanstalt Ravensburg im Stadtteil Hinzistobel.

### Bildungseinrichtungen

#### Hoch- und Fachschulen
In Ravensburg ist einer der Standorte der Dualen Hochschule Baden-Württemberg Ravensburg (ehemals Berufsakademie Ravensburg). Ferner gibt es eine Schule für Gestaltung (Freie Kunstschule), das Institut für Soziale Berufe Ravensburg in katholischer Trägerschaft sowie eine Zweigstelle der Württembergischen Verwaltungs- und Wirtschaftsakademie.
Die Hochschule Ravensburg-Weingarten hat ihren Sitz in Weingarten.
Die Außenstelle Weißenau der Universität Tübingen befasste sich von 1959 bis 1992 mit Astronomie (ein inzwischen demontiertes Radioteleskop mit 26 Meter Durchmesser ermöglichte dort radioastronomische Beobachtungen). Von 1983 bis zur Schließung 2001 befasste sich die Außenstelle auch mit Neuropsychologie.

#### Schulen und Kindergärten
Die Stadt Ravensburg betreibt drei allgemeinbildende Gymnasien (Albert-Einstein-Gymnasium, Spohn-Gymnasium, Welfen-Gymnasium), eine Realschule, eine Grund- und Hauptschule (Stefan-Rahl-Schule Obereschach), zwei selbständige Werkrealschulen (Werkrealschulen Kuppelnau und Neuwiesen), sieben selbständige Grundschulen (Grundschulen Klösterle, Kuppelnau, Neuwiesen, Oberzell, Schmalegg, Weißenau und Weststadt) und eine Förderschule (Sankt Christina).
Daneben betreibt die Schulstiftung der katholischen Diözese Rottenburg-Stuttgart das private Bildungszentrum St. Konrad auf der Burachhöhe, mit einer Grundschule, Realschule und einem Gymnasium.
| Schuljahr                     | 2000/2001 | 2000/2001 | 2010/2011 | 2010/2011 | 2017/2018 | 2017/2018 | 2017/2018      |
|                               | Schüler   | %         | Schüler   | %         | Schüler   | %         | ± zu 2010/2011 |
| ----------------------------- | --------- | --------- | --------- | --------- | --------- | --------- | -------------- |
| Grundschule                   | 2247      | 28,7 %    | 1924      | 23,8 %    | 1918      | 24,5 %    | 0−0,3 %        |
| Werkreal-/Hauptschulen        | 1049      | 13,4 %    | 0805      | 10,0 %    | 0379      | 4,8 %     | −52,9 %        |
| SBBZ (bis 1997 Sonderschulen) | 0519      | 6,6 %     | 0606      | 7,5 %     | 0989      | 12,6 %    | +63,2 %        |
| Realschulen                   | 1387      | 17,7 %    | 1658      | 20,5 %    | 1443      | 18,4 %    | −13,0 %        |
| Gymnasien                     | 2354      | 30,1 %    | 2704      | 33,5 %    | 2246      | 28,6 %    | −16,9 %        |
| Gemeinschaftsschulen          | –         |           | –         |           | 0467      | 6,0 %     |                |
| Waldorfschulen                | 0268      | 3,4 %     | 0386      | 4,8 %     | 0398      | 5 %       | 0+3,1 %        |
| Gesamt                        | 7824      |           | 8083      |           | 7840      |           | 0−3,0 %        |

Der Landkreis Ravensburg ist Träger von drei beruflichen Schulen: Edith-Stein-Schule (Haus- und landwirtschaftliche Schule, unter anderem mit ernährungswissenschaftlichem, agrarwissenschaftlichem und biotechnologischem Gymnasium), Gewerbliche Schulen (unter anderem mit technischem Gymnasium) und Humpis-Schule (kaufmännische Schule, unter anderem mit Wirtschaftsgymnasium). Auch die Martinusschule für Geistigbehinderte mit Schulkindergarten und die Fachschule für Landwirtschaft stehen unter Trägerschaft des Landkreises.
Ferner gibt es die Staatliche Schule für Kranke Weißenau und eine Krankenpflegeschule am Zentrum für Psychiatrie Weißenau.
Ravensburg beherbergt neben den staatlichen Schulen eine Reihe von Privatschulen, darunter das Bildungszentrum St. Konrad mit Grund- und Werkrealschule, Realschule und Gymnasium, die Bernd-Blindow-Schule, an der Ausbildung und Weiterbildung, die Fachhochschulreife, Abitur und sogar ein Studium möglich ist, die Grundschule Klösterle und die Theresia-Gerhardinger-Realschule (ehemals von den Armen Schulschwestern betrieben), eine Freie Waldorfschule, das Institut für sozialpädagogische Berufe, die Josef-Wilhelm-Schule (Private Berufsschule des Berufsbildungswerks Adolf Aich), das Kolping-Bildungswerk (mit Abendrealschule, Abendgymnasium, Kolping-Berufskolleg und sozialwissenschaftlichem Gymnasium), die Krankenpflegeschule und Kinderkrankenpflegeschule am Krankenhaus Sankt Elisabeth, die Krankenhausschule Sankt Nikolaus, die Private Kaufmännische Schule Schindele, ein Zentrum für Naturheilkunde und Homöopathie sowie die Hör-Sprachzentrum gGmbH mit Heimsonderschule für Gehörlose, Schwerhörige und Sprachbehinderte.
Ravensburg bietet insgesamt 1700 Kindergartenplätze in 32 Kindergärten in öffentlicher, kirchlicher oder privat-gemeinnütziger Trägerschaft (darunter ein Waldorf-Kindergarten sowie ein Waldkindergarten) und erfüllt damit die gesetzlichen Vorgaben. Elf Einrichtungen in Ravensburg und Weingarten bieten darüber hinaus Betreuungsplätze für Kinder unter drei Jahren an.

### Soziale Einrichtungen
Ihren Ursprung in der Sozialarbeit der katholischen Kirche haben das Berufsbildungswerk Adolf Aich und die Einrichtungen der Behinderten- und Altenhilfe der Stiftung Liebenau.
Darüber hinaus unterhält die aus der evangelischen Sozialarbeit entstandene BruderhausDiakonie Einrichtungen der Altenhilfe und der Sozialpsychiatrie. Die Zieglerschen Anstalten, seit 2009 mit dem neuen Namen „Die Zieglerschen“, betreiben ein Sprachheilzentrum, bieten betreutes Wohnen im Rahmen der Behindertenhilfe und verschiedene Betreuungsangebote im Rahmen der Jugendhilfe an.

### Krankenhäuser
Das Krankenhaus Sankt Elisabeth mit einer Abteilung für Kinder- und Jugendmedizin Sankt Nikolaus und das Heilig-Geist-Spital (geriatrischer Schwerpunkt) stehen unter Trägerschaft der größtenteils landkreiseigenen Oberschwabenklinik.
Im ehemaligen Kloster Weißenau und den umliegenden Neubauten liegt der Standort Weißenau des ZfP Südwürttemberg. Dort befindet sich eine Klinik für Psychiatrie und Psychotherapie sowie ein psychiatrisches Fachpflegeheim mit Außenwohngruppen und eine Klinik für forensische Psychiatrie und Psychotherapie. Die Weißenauer Werkstätten dienen der beruflichen Reintegration psychisch behinderter Menschen. In Ravensburg betreibt das ZfP Südwürttemberg außerdem eine Tagesklinik sowie die SINOVA Klinik für psychosomatische Medizin.

## Sonstiges
1982 fanden die Heimattage Baden-Württemberg in Ravensburg statt.
Die Deutsche Bahn hat einen ICE 3 (Tz 325) mit dem Namen Ravensburg in Betrieb. Da die Bahnstrecke der Südbahn, an der Ravensburg liegt, jedoch bis 2021 nicht elektrifiziert war, konnte der am 15. April 2004 getaufte Triebzug 325 seine Patenstadt nicht anfahren. Diese Garnitur verlor am 16. April 2010 während der Fahrt eine Tür.
Am 28. September 2008 legten die Ravensburger AG und die Stadt Ravensburg zusammen mit über 10.000 Puzzlefans auf dem Marienplatz in weniger als fünf Stunden das weltgrößte Puzzle mit 1.141.800 Teilen und einer Fläche von 600 Quadratmetern. Ravensburg übertraf damit den alten Puzzlerekord von rund 212.000 Teilen und bekam dafür einen Eintrag ins Guinness-Buch der Rekorde. 20 Teile des Puzzles legten zuvor mit Hilfe von Geocachern bis zu 20.546 Kilometer zurück.